# Orizzonte (serie)
Orizzonte è stata una collana editoriale di dischi della casa discografica Dischi Ricordi.

## Storia e contenuti
Le uscite della collana erano vendute a un prezzo economico e coprivano svariati generi musicali: cantautori, pop, rock progressivo, folk, jazz, liscio, colonne sonore e classica. Nella maggior parte dei casi si trattava di ristampe o di raccolte, ma vennero pubblicati anche alcuni album nuovi, sempre a prezzo speciale, ad esempio Fabrizio De André in concerto - Arrangiamenti PFM Vol. 2º e Nuove registrazioni di Enzo Jannacci.
La collana Orizzonte ha avuto inizio nel 1975 con l'obiettivo di ristampare in economia con una veste grafica spartana alcuni dei vecchi titoli del catalogo Dischi Ricordi, divenuti ormai introvabili. Le uscite della serie erano caratterizzate da un logo triangolare presente in copertina in alto a sinistra con disegnate delle nuvole e dalla scritta "Orizzonte" sul retro.
Oltre alla serie principale con codice di catalogo ORL, c'era anche una collana parallela esclusivamente dedicata alla musica classica, con codice OCL. Le registrazioni presenti erano pubblicate su licenza di altre case discografiche, come l'americana Vanguard Records, la russa Melodija, la spagnola Hispavox e la cecoslovacca Supraphon.

## Elenco

### Serie ORL
Serie dedicata ad album di musica leggera, rock, folk e jazz editi su LP. Molti titoli erano disponibili anche in formato musicassetta (con codice di catalogo ORK) e Stereo8 (con codice di catalogo ORS). Nella seconda metà degli anni '80 furono rieditati su CD (con codice di catalogo CDOR) mantenendo, nella maggior parte dei casi, il numero di catalogo invariato.
Dal 1979 le pubblicazioni su più dischi vennero contrassegnate con il codice di catalogo AORL seguito da un numero che indicava quanti LP erano contenuti nel cofanetto.
| Numero di catalogo | Anno | Interprete                                                                             | Titoli                                                                                              |
| ------------------ | ---- | -------------------------------------------------------------------------------------- | --------------------------------------------------------------------------------------------------- |
| ORL 8004           | 1975 | Dik Dik                                                                                | Raccolta di successi                                                                                |
| ORL 8005           | 1975 | Equipe 84                                                                              | Raccolta di successi                                                                                |
| ORL 8007           | 1975 | Quartetto Stella Alpina di Cordenons                                                   | Canti popolari friulani                                                                             |
| ORL 8008           | 1975 | Burt Bacharach                                                                         | Butch Cassidy and the Sundance Kid                                                                  |
| ORL 8009           | 1976 | Lucio Battisti                                                                         | Lucio Battisti                                                                                      |
| ORL 8010           | 1976 | Emilio Salgari                                                                         | Le tigri di Mompracem                                                                               |
| ORL 8011           | 1976 | Emilio Salgari                                                                         | I misteri della giungla nera                                                                        |
| ORL 8012           | 1976 | Elton John                                                                             | Elton John                                                                                          |
| ORL 8013           | 1976 | Ornella Vanoni                                                                         | Ornella sempre                                                                                      |
| ORL 8014           | 1976 | The Spencer Davis Group                                                                | The Best of the Spencer Davis Group                                                                 |
| ORL 8015           | 1976 | Herb Alpert & the Tijuana Brass                                                        | Play the Standards of Today                                                                         |
| ORL 8016           | 1976 | Milva                                                                                  | Tango                                                                                               |
| ORL 8017           | 1976 | Joan Baez                                                                              | 24 luglio 1970 Joan Baez all'Arena Civica di Milano                                                 |
| ORL 8018           | 1976 | Ike & Tina Turner                                                                      | River Deep - Mountain High                                                                          |
| ORL 8019           | 1976 | Coro Sette Laghi                                                                       | Storie d'uomo - Viaggio tra i canti popolari italiani                                               |
| ORL 8020           | 1976 | Colosseum                                                                              | The Collectors Colosseum                                                                            |
| ORL 8021           | 1976 | The Carpenters                                                                         | Ticket to Ride                                                                                      |
| ORL 8022           | 1976 | Drupi                                                                                  | Drupi                                                                                               |
| ORL 8023           | 1976 | Amazing Blondel                                                                        | Evensong                                                                                            |
| ORL 8024           | 1976 | AA.VV.                                                                                 | This Is Reggae Music                                                                                |
| ORL 8025           | 1976 | Il Guardiano del Faro                                                                  | Il gabbiano infelice                                                                                |
| ORL 8026           | 1976 | Quincy Jones                                                                           | Ironside                                                                                            |
| ORL 8027           | 1976 | Laura Betti                                                                            | Kurt Weill 1900-1933                                                                                |
| ORL 8028           | 1976 | Laura Betti                                                                            | Kurt Weill 1933-1950                                                                                |
| ORL 8029           | 1976 | Liza Minnelli                                                                          | Encore!                                                                                             |
| ORL 8030           | 1976 | Lucio Battisti                                                                         | Amore e non amore                                                                                   |
| ORL 8031           | 1976 | Luigi Tenco                                                                            | Ti ricorderai di me                                                                                 |
| ORL 8032           | 1976 | AA.VV.                                                                                 | Disco... Is the Message!                                                                            |
| ORL 8033           | 1976 | AA.VV.                                                                                 | Sambas de Enredo das Escolas de Samba do Grupo 1                                                    |
| ORL 8034           | 1976 | Milva                                                                                  | I successi di Milva                                                                                 |
| ORL 8035           | 1976 | Giuseppe Di Stefano                                                                    | 'O sole mio e altre celebri canzoni napoletane                                                      |
| ORL 8036           | 1976 | Tupac-Amaru                                                                            | Snow Music - Flutes of the Andes                                                                    |
| ORL 8037           | 1976 | The Troggs                                                                             | With a Girl Like You                                                                                |
| ORL 8038           | 1976 | Lovin' Spoonful                                                                        | The Best...                                                                                         |
| ORL 8039           | 1976 | Edoardo Bennato                                                                        | Non farti cadere le braccia                                                                         |
| ORL 8040           | 1976 | Lucio Battisti                                                                         | Pensieri e parole (Vol. 4)                                                                          |
| ORL 8041           | 1976 | Banco del Mutuo Soccorso                                                               | Banco del Mutuo Soccorso                                                                            |
| ORL 8042           | 1976 | Mia Martini                                                                            | Nel mondo, una cosa                                                                                 |
| ORL 8043           | 1976 | Nuova Compagnia di Canto Popolare                                                      | Lo Guarracino                                                                                       |
| ORL 8044           | 1976 | Augusto Martelli                                                                       | Il dio serpente                                                                                     |
| ORL 8045           | 1976 | Ennio Morricone                                                                        | Giù la testa                                                                                        |
| ORL 8046           | 1976 | Ennio Morricone                                                                        | Metti, una sera a cena                                                                              |
| ORL 8047           | 1976 | Giacomo Rondinella                                                                     | Napoli e la malavita                                                                                |
| ORL 8048           | 1976 | Giacomo Rondinella                                                                     | Napoli e la sceneggiata                                                                             |
| ORL 8049           | 1976 | Philip Glass                                                                           | Music In Twelve Parts - Parts 1 & 2                                                                 |
| ORL 8050           | 1976 | Manuel Combo                                                                           | Discosax                                                                                            |
| ORL 8051           | 1976 | Emerson, Lake & Palmer                                                                 | Pictures at an Exhibition                                                                           |
| ORL 8052           | 1976 | Is cantores                                                                            | La mia città                                                                                        |
| ORL 8053           | 1976 | Pippo Franco                                                                           | Cara Kiri                                                                                           |
| ORL 8054           | 1976 | Rosanna Fratello                                                                       | Sono nata in un paese molto lontano                                                                 |
| ORL 8055           | 1976 | Gino Paoli                                                                             | Gino Paoli                                                                                          |
| ORL 8056           | 1976 | Luigi Tenco                                                                            | Se stasera sono qui                                                                                 |
| ORL 8057           | 1976 | Lando Fiorini                                                                          | Roma mia                                                                                            |
| ORL 8058           | 1976 | Santo & Johnny                                                                         | Pulcinella                                                                                          |
| ORL 8059           | 1976 | Alunni del Sole                                                                        | Raccolta di successi                                                                                |
| ORL 8060           | 1976 | Johnny Sax                                                                             | Liscio parade, Vol. III                                                                             |
| ORL 8061           | 1976 | Piergiorgio Farina                                                                     | Violino d'amore di Piergiorgio Farina                                                               |
| ORL 8062           | 1976 | Cochi e Renato                                                                         | Cochi e Renato... e altri                                                                           |
| ORL 8063           | 1976 | Goblin                                                                                 | Profondo rosso                                                                                      |
| ORL 8064           | 1976 | Fabrizio De André                                                                      | Fabrizio De André (Antologia nera)                                                                  |
| ORL 8065           | 1976 | I Ribelli                                                                              | I Ribelli                                                                                           |
| ORL 8066/67        | 1977 | AA.VV.                                                                                 | Sicilia Viva - Live From Sicily                                                                     |
| ORL 8068           | 1977 | Elton John                                                                             | Greatest Hits                                                                                       |
| ORL 8069           | 1977 | Donovan                                                                                | Golden Hour of Donovan                                                                              |
| ORL 8070           | 1977 | Little Richard                                                                         | Rock Hard Rock Heavy                                                                                |
| ORL 8071           | 1977 | Little Richard                                                                         | All Time Hits                                                                                       |
| ORL 8072           | 1977 | Van McCoy                                                                              | From Disco to Love                                                                                  |
| ORL 8073           | 1977 | The Flying Burrito Brothers                                                            | The Flying Burrito Bros                                                                             |
| ORL 8074           | 1977 | Peter Frampton                                                                         | Frampton                                                                                            |
| ORL 8075           | 1977 | Shawn Philips                                                                          | Contribution                                                                                        |
| ORL 8076           | 1977 | Dario Fo                                                                               | Ma che aspettate a batterci le mani                                                                 |
| ORL 8077           | 1977 | Traffic                                                                                | Welcome to the Canteen                                                                              |
| ORL 8078           | 1977 | Joan Baez                                                                              | Joan Baez in Italy                                                                                  |
| ORL 8079           | 1977 | Will Horwell                                                                           | The Best of Hammond Cocktail                                                                        |
| ORL 8080           | 1977 | Fairport Convention                                                                    | Liege & Lief                                                                                        |
| ORL 8081           | 1977 | Pentangle                                                                              | Cruel Sister                                                                                        |
| ORL 8082           | 1977 | Stomu Yamashta & Come to the Edge                                                      | Floating Music                                                                                      |
| ORL 8083           | 1977 | Uriah Heep                                                                             | ...Very 'Eavy ...Very 'Umble                                                                        |
| ORL 8084           | 1977 | Mia Martini                                                                            | Il giorno dopo                                                                                      |
| ORL 8085           | 1977 | Severino Gazzelloni e l'Orchestra Filarmonica di Roma                                  | Se fossi flauto...!                                                                                 |
| ORL 8086           | 1977 | Nuova Compagnia di Canto Popolare                                                      | Cicerenella                                                                                         |
| ORL 8087           | 1977 | Giuseppe Di Stefano                                                                    | Serenata e altre celebri canzoni italiane                                                           |
| ORL 8088           | 1977 | Lando Fiorini                                                                          | Passeggiate romane                                                                                  |
| ORL 8089           | 1977 | Giorgio Gaber                                                                          | I successi di Giorgio Gaber                                                                         |
| ORL 8090           | 1977 | Lando Fiorini                                                                          | Bella quanno te fece mamma tua                                                                      |
| ORL 8091           | 1977 | Lando Fiorini                                                                          | Aria de Roma                                                                                        |
| ORL 8092           | 1977 | I Santo California                                                                     | Se davvero mi vuoi bene... Tornerò                                                                  |
| ORL 8093           | 1977 | Juli & Julie                                                                           | Una storia d'amore                                                                                  |
| ORL 8094           | 1977 | Banco del Mutuo Soccorso                                                               | Darwin!                                                                                             |
| ORL 8095           | 1977 | Giorgio Gaber                                                                          | I borghesi                                                                                          |
| ORL 8096           | 1977 | Toni Santagata                                                                         | "Lu Maritiello" e altre canzoni di Toni Santagata                                                   |
| ORL 8097           | 1977 | Domenico Modugno                                                                       | Le più belle canzoni di Domenico Modugno                                                            |
| ORL 8098           | 1977 | Mal                                                                                    | Parlami d'amore                                                                                     |
| ORL 8099           | 1977 | Andrea Mingardi                                                                        | Lo sfighè, Gisto e Cesira, Delone, un marziano e altre storie                                       |
| ORL 8100           | 1977 | Gino Paoli                                                                             | Le cose dell'amore                                                                                  |
| ORL 8101           | 1977 | Nuova Compagnia di Canto Popolare                                                      | La serpe a Carolina                                                                                 |
| ORL 8102           | 1977 | Waldo De Los Rios                                                                      | Sinfonie                                                                                            |
| ORL 8103           | 1977 | Waldo De Los Rios                                                                      | Sinfonie 2                                                                                          |
| ORL 8104           | 1977 | Waldo De Los Rios                                                                      | Mozartmania                                                                                         |
| ORL 8105           | 1977 | Bill Haley & His Comets                                                                | Bill Haley in Sweden                                                                                |
| ORL 8106           | 1977 | Charles Aznavour                                                                       | La chanson française                                                                                |
| ORL 8107           | 1977 | The Kinks                                                                              | Golden Hour of The Kinks                                                                            |
| ORL 8108           | 1977 | Enzo Jannacci                                                                          | Le canzoni di Enzo Jannacci                                                                         |
| ORL 8109           | 1977 | Giorgio Gaber & Enzo Jannacci                                                          | Giorgio Gaber e Enzo Jannacci                                                                       |
| ORL 8110           | 1977 | Bob Marley & The Wailers                                                               | Catch a Fire                                                                                        |
| ORL 8111           | 1977 | Orchestra Spettacolo Raoul Casadei                                                     | Ballate con Raoul Casadei                                                                           |
| ORL 8112           | 1977 | Duilio Del Prete                                                                       | La bassa landa                                                                                      |
| ORL 8113           | 1977 | Santo & Johnny                                                                         | In London                                                                                           |
| ORL 8114           | 1977 | AA.VV.                                                                                 | International Graffiti - Originals 1960                                                             |
| ORL 8119           | 1977 | Ornella Vanoni                                                                         | Questa sera... Ornella Vanoni                                                                       |
| ORL 8121           | 1977 | Maria Monti                                                                            | Canzoni popolari italiane                                                                           |
| ORL 8122           | 1977 | Umberto Da Preda                                                                       | Sognando Venezia                                                                                    |
| ORL 8123           | 1977 | Milva                                                                                  | Canzoni di Edith Piaf                                                                               |
| ORL 8124           | 1977 | Drupi                                                                                  | Sereno è...                                                                                         |
| ORL 8125           | 1977 | Renato Carosone                                                                        | Pianofortissimamente                                                                                |
| ORL 8126           | 1977 | Tullio Pane                                                                            | Vacanze a Napoli                                                                                    |
| ORL 8127           | 1977 | Franco Battiato                                                                        | 1972 Fetus / Pollution                                                                              |
| ORL 8128           | 1977 | Franco Battiato                                                                        | 1974 Sulle corde di Aries / Clic                                                                    |
| ORL 8131           | 1977 | Sergio Endrigo                                                                         | Ci vuole un fiore                                                                                   |
| ORL 8133           | 1977 | AA.VV.                                                                                 | Films in musica                                                                                     |
| ORL 8134           | 1977 | Louis Armstrong and the All Stars                                                      | Satchmo at Pasadena                                                                                 |
| ORL 8135           | 1977 | Archie Shepp                                                                           | Montreux One                                                                                        |
| ORL 8136           | 1977 | Jan Garbarek & Terje Rypdal                                                            | The Esoteric Circle                                                                                 |
| ORL 8137           | 1977 | Louis Armstrong and the All Stars                                                      | Satchmo at Symphony Hall, Vol. 1                                                                    |
| ORL 8138           | 1977 | Louis Armstrong and the All Stars                                                      | Satchmo at Symphony Hall, Vol. 2                                                                    |
| ORL 8139           | 1977 | Jacques Brel                                                                           | La chanson française                                                                                |
| ORL 8140           | 1977 | Léo Ferré                                                                              | La chanson française                                                                                |
| ORL 8141           | 1977 | AA.VV.                                                                                 | Speciale ragazzi                                                                                    |
| ORL 8142           | 1977 | Umberto Bindi                                                                          | Umberto Bindi                                                                                       |
| ORL 8143           | 1977 | Angela Luce                                                                            | Comme se canta a Napule                                                                             |
| ORL 8144           | 1977 | Country Joe and the Fish                                                               | Greatest Hits                                                                                       |
| ORL 8145           | 1977 | The Lovelets                                                                           | Hit Parade                                                                                          |
| ORL 8146           | 1977 | Burt Bacharach                                                                         | Plays His Hits                                                                                      |
| ORL 8147           | 1977 | Grupo Moncada                                                                          | Credenciales                                                                                        |
| ORL 8148           | 1977 | Earl Grant                                                                             | The End                                                                                             |
| ORL 8149           | 1977 | Universal Orchestra & Louis Armstrong and the All Stars                                | The Glenn Miller Story                                                                              |
| ORL 8150           | 1977 | Louis Armstrong e la sua Orchestra                                                     | Jazz Classics                                                                                       |
| ORL 8151           | 1977 | Carlos Puebla                                                                          | Carlos Puebla                                                                                       |
| ORL 8152           | 1977 | Osibisa                                                                                | Osibisa                                                                                             |
| ORL 8153           | 1977 | John Barry                                                                             | Diamonds are Forever                                                                                |
| ORL 8154           | 1977 | Francis Lai                                                                            | A Man and a Woman                                                                                   |
| ORL 8155           | 1977 | John Barry                                                                             | Si vive solo due volte                                                                              |
| ORL 8156           | 1977 | Johnny Winter                                                                          | The Progressive Blues Experiment                                                                    |
| ORL 8157           | 1977 | Canned Heat                                                                            | The Canned Heat Cook Book                                                                           |
| ORL 8158           | 1977 | Don McLean                                                                             | Tapestry                                                                                            |
| ORL 8159           | 1977 | AA.VV.                                                                                 | Un uomo da marciapiede                                                                              |
| ORL 8160           | 1977 | Shirley Bassey                                                                         | My Way                                                                                              |
| ORL 8161           | 1977 | Leone Di Lernia                                                                        | Leone Di Lernia e la sua "New Rock Band"                                                            |
| ORL 8162/63        | 1977 | The Blues Project                                                                      | Reunion in Central Park                                                                             |
| ORL 8164/65        | 1977 | AA.VV.                                                                                 | Encyclopedia of Jazz on Records, Vol. 1 The Twenties / Vol. 2 The Thirties                          |
| ORL 8166/67        | 1977 | AA.VV.                                                                                 | Encyclopedia of Jazz on Records, Vol. 3 The Forties / Vol. 4 The Fifties                            |
| ORL 8168           | 1977 | AA.VV.                                                                                 | I grandi del Jazz                                                                                   |
| ORL 8169           | 1977 | AA.VV.                                                                                 | Il meglio del Jazz From Italy                                                                       |
| ORL 8170           | 1977 | AA.VV.                                                                                 | Giornata di solidarietà con la lotta del popolo cileno                                              |
| ORL 8171           | 1977 | Bobby Solo                                                                             | Una lacrima sul viso                                                                                |
| ORL 8172           | 1977 | AA.VV.                                                                                 | Buon Natale                                                                                         |
| ORL 8173           | 1977 | Topo Gigio                                                                             | Le canzoncine di Topo Gigio                                                                         |
| ORL 8174           | 1977 | Ombretta Colli                                                                         | Viva l'ammore!                                                                                      |
| ORL 8175           | 1977 | Klaus Schulze                                                                          | Timewind                                                                                            |
| ORL 8176           | 1977 | Klaus Schulze                                                                          | Blackdance                                                                                          |
| ORL 8177           | 1977 | Charles Aznavour                                                                       | Charles Aznavour e le sue canzoni                                                                   |
| ORL 8178           | 1977 | Bing Crosby                                                                            | White Christmas                                                                                     |
| ORL 8179           | 1977 | AA.VV.                                                                                 | Parata di successi degli anni '60                                                                   |
| ORL 8180           | 1977 | Equipe 84                                                                              | Raccolta di successi n. 2                                                                           |
| ORL 8181           | 1977 | Dik Dik                                                                                | Raccolta di successi n. 2                                                                           |
| ORL 8182           | 1977 | Iller Pattacini                                                                        | Manduline 'e Napule                                                                                 |
| ORL 8183           | 1977 | Roberto Soffici                                                                        | In queste ore chiare                                                                                |
| ORL 8184           | 1977 | Memo Remigi                                                                            | A modo mio                                                                                          |
| ORL 8185           | 1977 | Quelli                                                                                 | Quelli                                                                                              |
| ORL 8186/87        | 1977 | AA.VV.                                                                                 | American Graffiti, Vol. III                                                                         |
| ORL 8188/89        | 1977 | Benny Goodman                                                                          | The Benny Goodman Story                                                                             |
| ORL 8190           | 1977 | Lionel Hampton e la sua Orchestra                                                      | Hamp's Golden Favorites                                                                             |
| ORL 8191           | 1977 | Mills Brothers                                                                         | Our Golden Favorites                                                                                |
| ORL 8192           | 1977 | Woody Herman e la sua Orchestra                                                        | Golden Favorites                                                                                    |
| ORL 8193           | 1977 | George Gershwin                                                                        | Porgy and Bess                                                                                      |
| ORL 8194           | 1977 | Joan Baez                                                                              | Joan Baez/5                                                                                         |
| ORL 8195           | 1977 | Louis Armstrong                                                                        | Hello, Dolly                                                                                        |
| ORL 8196           | 1977 | AA.VV.                                                                                 | Newport Broadside                                                                                   |
| ORL 8197           | 1977 | AA.VV.                                                                                 | The Newport Folk Festival - The Evening Concerts, Vol. 1                                            |
| ORL 8198           | 1977 | Bing Crosby & Fred Astaire                                                             | A Couple of Song & Dance Men                                                                        |
| ORL 8199           | 1977 | Lucio Battisti                                                                         | Emozioni                                                                                            |
| ORL 8200           | 1978 | Mia Martini                                                                            | Un altro giorno con me                                                                              |
| ORL 8201           | 1978 | Napoli Centrale                                                                        | Napoli Centrale                                                                                     |
| ORL 8202           | 1978 | Banco del Mutuo Soccorso                                                               | Io sono nato libero                                                                                 |
| ORL 8203           | 1978 | Sergio Endrigo                                                                         | Dieci anni dopo                                                                                     |
| ORL 8204           | 1978 | Mia Martini                                                                            | È proprio come vivere                                                                               |
| ORL 8205/06        | 1978 | Eduardo De Filippo                                                                     | Filumena Marturano                                                                                  |
| ORL 8207/08        | 1978 | Eduardo De Filippo                                                                     | Natale in casa Cupiello                                                                             |
| ORL 8209/10        | 1978 | AA.VV.                                                                                 | L'età d'oro dei cantautori                                                                          |
| ORL 8211           | 1978 | AA.VV.                                                                                 | Milano al Cabaret                                                                                   |
| ORL 8212           | 1978 | Braccio di Ferro                                                                       | Braccio di Ferro                                                                                    |
| ORL 8213           | 1978 | Canzoniere del Lazio                                                                   | Lassa sta' la me creatura                                                                           |
| ORL 8214           | 1978 | Emerson, Lake & Palmer                                                                 | Tarkus                                                                                              |
| ORL 8215           | 1978 | Pete Sinfield                                                                          | Still                                                                                               |
| ORL 8216           | 1978 | Banco del Mutuo Soccorso                                                               | Banco                                                                                               |
| ORL 8217           | 1978 | Odetta                                                                                 | At Carnegie Hall                                                                                    |
| ORL 8218           | 1978 | Eric Andersen                                                                          | The Best of Eric Andersen                                                                           |
| ORL 8219           | 1978 | Léo Ferré                                                                              | La solitudine                                                                                       |
| ORL 8220           | 1978 | AA.VV.                                                                                 | Sambas de Enredo das Escolas de Samba do Grupo 1 - Carnaval 78                                      |
| ORL 8221           | 1978 | Bill Haley & His Comets                                                                | Bill Haley's Greatest Hits!                                                                         |
| ORL 8222/23        | 1978 | Can                                                                                    | Unlimited Edition                                                                                   |
| ORL 8224           | 1978 | Stéphane Grappelli                                                                     | Golden Hour of Stephane Grappelli                                                                   |
| ORL 8225           | 1978 | Status Quo                                                                             | Golden Hour of Status Quo                                                                           |
| ORL 8226           | 1978 | Derek Bailey, Fred Frith, Gerald Frazer Fitz-Gerald & Hans Reichel                     | Guitar Solos 2                                                                                      |
| ORL 8227/28        | 1978 | Duke Ellington                                                                         | The English Concert                                                                                 |
| ORL 8229           | 1978 | Ferrante & Teicher                                                                     | The World's Favourite Melodies                                                                      |
| ORL 8230           | 1978 | Elmer Bernstein                                                                        | I magnifici sette                                                                                   |
| ORL 8231           | 1978 | AA.VV.                                                                                 | Great Epic Film Themes                                                                              |
| ORL 8232           | 1978 | I Camaleonti                                                                           | I successi de "I Camaleonti"                                                                        |
| ORL 8233           | 1978 | Rosanna Fratello                                                                       | Canti e canzoni dei nostri cortili                                                                  |
| ORL 8234           | 1978 | Country Gazette                                                                        | From the Beginning                                                                                  |
| ORL 8235           | 1978 | Astor Piazzolla                                                                        | Olympia 77                                                                                          |
| ORL 8236           | 1978 | Buddy Rich Big Band                                                                    | The Buddy Rich Collection                                                                           |
| ORL 8238           | 1978 | AA.VV.                                                                                 | Super ragazzi                                                                                       |
| ORL 8239           | 1978 | Claudja Barry                                                                          | Sweet Dynamite                                                                                      |
| ORL 8240           | 1978 | Ronnie Jones                                                                           | Lookin' for Action                                                                                  |
| ORL 8241           | 1978 | Maurice Jarre                                                                          | Lawrence of Arabia                                                                                  |
| ORL 8242           | 1978 | The Military Band and Pipes and Drums of the Royal Scots Dragoon Guards                | The Legendary Amazing Grace                                                                         |
| ORL 8243           | 1978 | The Lovelets                                                                           | Famous Films' Themes                                                                                |
| ORL 8244           | 1978 | Canto antico della nostra terra                                                        | Canto antico della nostra terra, Vol. 2                                                             |
| ORL 8245           | 1978 | Mario Barimar                                                                          | La fisarmonica di Barimar                                                                           |
| ORL 8246           | 1978 | Luciano Virgili                                                                        | Le canzoni di Luciano Virgili                                                                       |
| ORL 8247           | 1978 | Johnny Griffin & Dexter Gordon                                                         | Jazz Undulation                                                                                     |
| ORL 8248           | 1978 | Cannonball Adderley                                                                    | Alto Giant                                                                                          |
| ORL 8249           | 1978 | Stan Getz Quartet & Chick Corea                                                        | Portrait                                                                                            |
| ORL 8250           | 1978 | Art Blakey & His Jazz Messengers                                                       | Art's Break!                                                                                        |
| ORL 8251           | 1978 | Dizzy Gillespie                                                                        | Dizzy Great                                                                                         |
| ORL 8252           | 1978 | Thelonious Monk, Dizzy Gillespie, Sonny Stitt, Kai Winding, Al McKibbon & Art Blakey   | Bop Fathers "In Paris"                                                                              |
| ORL 8253           | 1978 | Uriah Heep                                                                             | Salisbury                                                                                           |
| ORL 8254/55        | 1978 | Colosseum                                                                              | Colosseum Live                                                                                      |
| ORL 8256           | 1978 | Edoardo Bennato                                                                        | Io che non sono l'imperatore                                                                        |
| ORL 8257           | 1978 | Orchestra Spettacolo Raoul Casadei                                                     | Ciao mare                                                                                           |
| ORL 8258           | 1978 | Piergiorgio Farina                                                                     | Il padrino - Parte II                                                                               |
| ORL 8259           | 1978 | Alunni del Sole                                                                        | ...E mi manchi tanto                                                                                |
| ORL 8260           | 1978 | Santo & Johnny                                                                         | Tenderly                                                                                            |
| ORL 8261           | 1978 | Santo & Johnny                                                                         | Guide to Love                                                                                       |
| ORL 8262           | 1978 | Albatros                                                                               | Volo AZ 504                                                                                         |
| ORL 8263           | 1978 | Nicola di Bari                                                                         | Nicola di Bari                                                                                      |
| ORL 8264           | 1978 | Piergiorgio Farina                                                                     | Tempo di Rock                                                                                       |
| ORL 8265           | 1978 | Santo & Johnny                                                                         | Memories                                                                                            |
| ORL 8266           | 1978 | Alunni del Sole                                                                        | Dove era lei a quell'ora                                                                            |
| ORL 8267           | 1978 | Orchestra Spettacolo Raoul Casadei                                                     | La canta                                                                                            |
| ORL 8268           | 1978 | Johnny Sax                                                                             | Successi sempreverdi, Vol. II                                                                       |
| ORL 8269           | 1978 | Santo & Johnny                                                                         | Le canzoni del mare                                                                                 |
| ORL 8270           | 1978 | Them                                                                                   | Them Belfast Gypsies                                                                                |
| ORL 8271           | 1978 | Patty Pravo                                                                            | Patty Pravo                                                                                         |
| ORL 8272           | 1978 | Canzoniere del Lazio                                                                   | Spirito bono                                                                                        |
| ORL 8273           | 1978 | Rosanna Fratello                                                                       | Tanghi e valzer di casa mia                                                                         |
| ORL 8274           | 1978 | Mal                                                                                    | Le canzoni di Furia                                                                                 |
| ORL 8275           | 1978 | Bert Jansch                                                                            | Anthology                                                                                           |
| ORL 8276           | 1978 | Pentangle                                                                              | History Book                                                                                        |
| ORL 8277           | 1978 | John Renbourn                                                                          | So Clear                                                                                            |
| ORL 8278           | 1978 | AA.VV.                                                                                 | The Contemporary Guitar Sampler                                                                     |
| ORL 8279           | 1978 | Carmen Cavallaro                                                                       | The Eddy Duchin Story                                                                               |
| ORL 8280           | 1978 | Elmer Bernstein                                                                        | The Man with the Golden Arm                                                                         |
| ORL 8283           | 1978 | Lino Patruno                                                                           | Jazz alla TV                                                                                        |
| ORL 8284           | 1978 | Achille Togliani                                                                       | La canzone dell'amore, Vol. 1                                                                       |
| ORL 8285           | 1978 | Achille Togliani                                                                       | La canzone dell'amore, Vol. 2                                                                       |
| ORL 8286           | 1978 | Achille Togliani                                                                       | La canzone dell'amore, Vol. 3                                                                       |
| ORL 8287           | 1978 | Rodgers e Hammerstein                                                                  | Carousel                                                                                            |
| ORL 8288           | 1978 | AA.VV.                                                                                 | Love                                                                                                |
| ORL 8289           | 1978 | I Santo California                                                                     | Il meglio de I Santo California                                                                     |
| ORL 8290           | 1978 | Juli & Julie                                                                           | Il meglio di Juli & Julie                                                                           |
| ORL 8291           | 1978 | Vinicius de Moraes                                                                     | Il meglio di Vinicius de Moraes                                                                     |
| ORL 8292           | 1979 | Sonny Rollins                                                                          | Island Lady                                                                                         |
| ORL 8293           | 1979 | Art Farmer                                                                             | Art Worker                                                                                          |
| ORL 8294           | 1979 | Bill Evans                                                                             | Autumn Leaves                                                                                       |
| ORL 8295           | 1979 | Philly Joe Jones                                                                       | Round Midnight                                                                                      |
| ORL 8296           | 1979 | Charles Mingus                                                                         | Statements                                                                                          |
| ORL 8297           | 1979 | Toni Santagata                                                                         | Festa grande                                                                                        |
| ORL 8298           | 1979 | I Crodaioli                                                                            | Voci della montagna                                                                                 |
| ORL 8299           | 1979 | Giovanni D'Anzi                                                                        | Le canzoni milanesi di Giovanni D'Anzi                                                              |
| ORL 8300           | 1979 | AA.VV.                                                                                 | Ciao ciao bambini                                                                                   |
| ORL 8301           | 1979 | Pippo Franco                                                                           | Praticamente no                                                                                     |
| ORL 8302           | 1979 | Amazing Blondel                                                                        | Fantasia Lindum                                                                                     |
| ORL 8303           | 1979 | Fairport Convention                                                                    | Full House                                                                                          |
| ORL 8304           | 1979 | Renaissance                                                                            | Renaissance                                                                                         |
| ORL 8305           | 1979 | Goblin                                                                                 | Greatest Hits                                                                                       |
| ORL 8306           | 1979 | Hatfield and the North                                                                 | Hatfield and the North                                                                              |
| ORL 8307           | 1979 | Robert Wyatt                                                                           | Rock Bottom                                                                                         |
| ORL 8308           | 1979 | Caterina Valente                                                                       | The Live Concert Album                                                                              |
| ORL 8309/10        | 1979 | AA.VV.                                                                                 | V                                                                                                   |
| ORL 8311           | 1979 | Petula Clark                                                                           | The Petula Clark Story                                                                              |
| ORL 8312           | 1979 | Alberto Rabagliati                                                                     | Il grande "Raba"                                                                                    |
| ORL 8313           | 1979 | Mia Martini                                                                            | Sensi e controsensi                                                                                 |
| ORL 8315           | 1979 | AA.VV.                                                                                 | Dolce Russia - Musiche folk dall'Unione Sovietica                                                   |
| ORL 8317           | 1979 | Drupi                                                                                  | Il meglio di Drupi                                                                                  |
| ORL 8318           | 1979 | AA.VV.                                                                                 | Parole d'amore                                                                                      |
| ORL 8319           | 1979 | Mia Martini                                                                            | Mia                                                                                                 |
| ORL 8320           | 1979 | Gato Barbieri Quartet                                                                  | In Search of the Mystery                                                                            |
| ORL 8321           | 1979 | Franco Califano                                                                        | Tutto il resto è noia                                                                               |
| ORL 8322           | 1979 | Gerry Rafferty                                                                         | Can I Have My Money Back?                                                                           |
| ORL 8323           | 1979 | Marlene Dietrich                                                                       | Marlene Dietrich                                                                                    |
| ORL 8324/25        | 1979 | The Incredible String Band                                                             | Seasons They Change                                                                                 |
| ORL 8326           | 1979 | Alunni del Sole                                                                        | Jenny e la bambola                                                                                  |
| ORL 8327           | 1979 | Santo & Johnny                                                                         | Io per lei                                                                                          |
| ORL 8328           | 1979 | Rita Pavone                                                                            | Rita Pavone presenta Pierino e il lupo/Storia di Babar l'elefantino                                 |
| ORL 8329           | 1979 | Baden Powell & Vinicius De Moraes                                                      | Afro-Samba                                                                                          |
| ORL 8330           | 1979 | AA.VV.                                                                                 | Flashback                                                                                           |
| ORL 8331           | 1979 | Donovan                                                                                | N. 2                                                                                                |
| ORL 8332           | 1979 | Johnny Sax                                                                             | Vol. IV                                                                                             |
| ORL 8333           | 1979 | Emerson, Lake & Palmer                                                                 | Emerson, Lake & Palmer                                                                              |
| ORL 8334           | 1979 | Banco del Mutuo Soccorso                                                               | Garofano rosso                                                                                      |
| ORL 8335           | 1979 | Santo & Johnny                                                                         | Dance, Dance, Dance                                                                                 |
| ORL 8336           | 1979 | Johnny Sax                                                                             | Vol. V                                                                                              |
| ORL 8337           | 1979 | Tony Bruni                                                                             | Malabuscia                                                                                          |
| ORL 8338           | 1979 | Fairport Convention                                                                    | Angel Delight                                                                                       |
| ORL 8339           | 1979 | Dalida                                                                                 | Questa sera... Dalida                                                                               |
| ORL 8340           | 1979 | Charles Aznavour                                                                       | Il faut savoir                                                                                      |
| ORL 8341           | 1979 | Folklore di Romagna                                                                    | Meraviglioso                                                                                        |
| ORL 8342           | 1979 | AA.VV.                                                                                 | Dalla Sicilia Ciao... Aurevoir... Good-bye... Aufwiedersehen                                        |
| ORL 8343           | 1979 | Guido De Angelis & Maurizio De Angelis                                                 | S.O.S Spazio 1999                                                                                   |
| AORL 2-8344        | 1979 | Joan Baez                                                                              | The Joan Baez Ballad Book                                                                           |
| ORL 8345           | 1979 | Carlo Bergonzi & Orquesta de camara de Madrid                                          | Neapolitan Songs                                                                                    |
| ORL 8346           | 1979 | Steve Hillage                                                                          | Rainbow Dome Musick                                                                                 |
| ORL 8347           | 1979 | Franco Micalizzi                                                                       | Lo chiamavano Trinità...                                                                            |
| ORL 8348           | 1979 | AA.VV.                                                                                 | Il meglio di...                                                                                     |
| ORL 8349           | 1979 | Napoli Centrale                                                                        | (Sangue misto) Mattanza                                                                             |
| ORL 8350           | 1979 | Pippo Franco                                                                           | Bededè!                                                                                             |
| ORL 8351           | 1979 | AA.VV.                                                                                 | Films in musica, Vol. 2                                                                             |
| ORL 8352           | 1979 | Enrico Montesano                                                                       | Le favole di Luna Park                                                                              |
| AORL 4-8353        | 1979 | Lucio Battisti                                                                         | Gli anni d'oro                                                                                      |
| ORL 8354           | 1979 | Fratelli La Bionda                                                                     | Fratelli La Bionda s.r.l.                                                                           |
| AORL 2-8355        | 1979 | Joan Baez                                                                              | Any Day Now                                                                                         |
| AORL 2-8356        | 1979 | Joan Baez                                                                              | The First 10 Years                                                                                  |
| ORL 8357           | 1979 | Emilio Pericoli                                                                        | Amori d'altri tempi                                                                                 |
| ORL 8358           | 1979 | Bobby Solo                                                                             | Le canzoni del West                                                                                 |
| ORL 8359           | 1979 | AA.VV.                                                                                 | Caffè Concerto a cura di Roberto Leydi                                                              |
| ORL 8360           | 1979 | Alunni del Sole                                                                        | Le maschere infuocate                                                                               |
| ORL 8361           | 1979 | AA.VV.                                                                                 | Melodie indimenticabili al suono della fisarmonica                                                  |
| ORL 8362           | 1979 | AA.VV.                                                                                 | Da Jeeg Robot a Capitan Harlock, da Ryù a Don Chuck, a Temple Tam Tam                               |
| ORL 8363           | 1979 | Nuova Compagnia di Canto Popolare                                                      | 'O meglio                                                                                           |
| ORL 8364           | 1979 | AA.VV.                                                                                 | The Kicking Mule Guitar Sampler                                                                     |
| ORL 8365           | 1979 | Stefan Grossman                                                                        | Anthology                                                                                           |
| ORL 8366           | 1979 | Sally Oldfield & Mike Oldfield                                                         | Children of the Sun                                                                                 |
| ORL 8367           | 1979 | Captain Beefheart & the Magic Band                                                     | Unconditionally Guaranteed                                                                          |
| ORL 8368           | 1979 | Edgar Froese                                                                           | Aqua                                                                                                |
| ORL 8369           | 1979 | Gong                                                                                   | Angel's Egg                                                                                         |
| ORL 8370           | 1979 | Big Youth                                                                              | Isaiah First Prophet of Old                                                                         |
| ORL 8371           | 1979 | Culture                                                                                | Harder Than the Rest                                                                                |
| ORL 8372           | 1980 | Manitas De Plata                                                                       | Manitas De Plata                                                                                    |
| ORL 8373           | 1980 | John Martyn                                                                            | London Conversation                                                                                 |
| ORL 8374           | 1980 | Fairport Convention                                                                    | Unhalfbricking                                                                                      |
| ORL 8375           | 1980 | Ashley Hutchings, Richard Thompson, Dave Mattacks, John Kirkpatrick & Barry Dransfield | Morris On                                                                                           |
| AORL 2-8376        | 1980 | Tangerine Dream                                                                        | Alpha Centauri / Atem                                                                               |
| ORL 8377           | 1980 | Franco Battiato                                                                        | Battiato                                                                                            |
| ORL 8378           | 1980 | Orchestra Spettacolo Raoul Casadei                                                     | La mazurka di periferia                                                                             |
| ORL 8379           | 1980 | Severino Gazzelloni                                                                    | La musica è un uomo che cammina                                                                     |
| ORL 8380           | 1980 | Raymond Lefèvre                                                                        | Famosi temi da film                                                                                 |
| ORL 8381           | 1980 | AA.VV.                                                                                 | Mazinga                                                                                             |
| AORL 2-8382        | 1980 | Tangerine Dream                                                                        | Zeit                                                                                                |
| ORL 8383           | 1980 | Ella Fitzgerald & Louis Armstrong                                                      | Ella Fitzgerald & Louis Armstrong                                                                   |
| ORL 8384           | 1980 | Santo & Johnny                                                                         | Maria Elena                                                                                         |
| ORL 8385           | 1980 | Johnny Sax                                                                             | Non Stop 1                                                                                          |
| ORL 8386           | 1980 | Santo & Johnny                                                                         | Il padrino - Famosi temi da films                                                                   |
| ORL 8387           | 1980 | Orchestra Spettacolo Raoul Casadei                                                     | Dal vivo - Dalla Ca' del Liscio e dall'Arena di Verona                                              |
| ORL 8388           | 1980 | Joan Baez                                                                              | Blessed Are... Part 1                                                                               |
| ORL 8389           | 1980 | Joan Baez                                                                              | Blessed Are... Part 2                                                                               |
| ORL 8390           | 1980 | AA.VV.                                                                                 | One Big Happy Family                                                                                |
| AORL 2-8391        | 1980 | Richard Thompson                                                                       | (guitar, vocal)                                                                                     |
| ORL 8392           | 1980 | The Albion Country Band                                                                | Battle of the Field                                                                                 |
| ORL 8393           | 1980 | Free                                                                                   | Free Live!                                                                                          |
| ORL 8394           | 1980 | Banda musicale della Guardia di Finanza                                                | Inni e marce celebri                                                                                |
| ORL 8395           | 1980 | Luigi Infantino                                                                        | Napoli Napoli Napoli                                                                                |
| ORL 8396           | 1980 | Riccardo Marasco                                                                       | Canti popolari toscani                                                                              |
| ORL 8397           | 1980 | Uriah Heep                                                                             | Look at Yourself                                                                                    |
| ORL 8398           | 1980 | Alunni del Sole                                                                        | Anno dopo anno...                                                                                   |
| ORL 8399           | 1980 | Eumir Deodato                                                                          | Whirlwinds                                                                                          |
| ORL 8400           | 1980 | Wishbone Ash                                                                           | Pilgrimage                                                                                          |
| ORL 8401           | 1980 | Mina                                                                                   | Tua... Mina                                                                                         |
| ORL 8402           | 1980 | Nino Ferrer                                                                            | Raccolta di successi                                                                                |
| ORL 8403           | 1980 | Umberto Marcato                                                                        | A Venezia                                                                                           |
| ORL 8404           | 1980 | Tony Bruni                                                                             | Bella caprese                                                                                       |
| ORL 8405           | 1980 | Ennio Morricone                                                                        | Scacchiera musicale                                                                                 |
| ORL 8406           | 1980 | Nino Oliviero                                                                          | Mondo cane 2                                                                                        |
| ORL 8407           | 1980 | Armando Trovajoli                                                                      | Ieri oggi domani                                                                                    |
| ORL 8408           | 1980 | Carlo Rustichelli                                                                      | Le colonne sonore dei film di Pietro Germi                                                          |
| ORL 8409           | 1980 | Peppino Gagliardi                                                                      | Peppino Gagliardi                                                                                   |
| ORL 8410           | 1980 | Adriano Celentano                                                                      | Yuppi du                                                                                            |
| ORL 8411           | 1980 | Carlo Rustichelli                                                                      | Signore & signori                                                                                   |
| ORL 8412           | 1980 | Armando Trovajoli                                                                      | 7 uomini d'oro                                                                                      |
| ORL 8413           | 1980 | Nino Oliviero & Riz Ortolani                                                           | Mondo cane                                                                                          |
| ORL 8414           | 1980 | Duo di Piadena                                                                         | Il Po e l'Emilia del Duo di Piadena                                                                 |
| ORL 8415           | 1980 | Duo di Piadena                                                                         | Canzoni della Pianura Padana                                                                        |
| ORL 8416           | 1980 | AA.VV.                                                                                 | Vietato ai genitori                                                                                 |
| ORL 8417           | 1980 | Skiantos                                                                               | Inascoltabile                                                                                       |
| ORL 8418           | 1980 | Luciano Tajoli                                                                         | Vol. 1                                                                                              |
| ORL 8419           | 1980 | Claudio Villa                                                                          | Canta se la vuoi cantar                                                                             |
| ORL 8420           | 1980 | Giacomo Rondinella                                                                     | Lacreme napulitane                                                                                  |
| ORL 8422           | 1980 | Peppino Principe                                                                       | La fisarmonica di Peppino Principe                                                                  |
| ORL 8423           | 1980 | Luciano Tajoli                                                                         | Vol. 2                                                                                              |
| ORL 8424           | 1980 | Sergio Bruni                                                                           | Suonno 'e fantasia                                                                                  |
| AORL 3-8425        | 1980 | Emerson, Lake & Palmer                                                                 | Emerson, Lake & Palmer / Tarkus / Pictures at an Exhibition                                         |
| AORL 2-8426        | 1980 | Billie Holiday                                                                         | The Billie Holiday Story                                                                            |
| ORL 8427           | 1980 | AA.VV.                                                                                 | Twist, Rock and Boogie - I favolosi anni '50/'60                                                    |
| ORL 8428           | 1980 | AA.VV.                                                                                 | American Dreams - I favolosi anni '50/'60                                                           |
| ORL 8429           | 1980 | AA.VV.                                                                                 | Blue Moon - I favolosi anni '50/'60                                                                 |
| ORL 8430           | 1980 | Enzo Jannacci                                                                          | Nuove registrazioni                                                                                 |
| ORL 8431           | 1980 | Fabrizio De André                                                                      | Fabrizio De André in concerto - Arrangiamenti PFM Vol. 2º                                           |
| ORL 8432           | 1980 | The Mamas & The Papas                                                                  | The Best of Mama's & Papa's                                                                         |
| ORL 8433           | 1980 | Pat Boone                                                                              | The Best of Pat Boone                                                                               |
| AORL 2-8434        | 1980 | Lucio Battisti                                                                         | Lucio Battisti (Superbattisti)                                                                      |
| ORL 8435           | 1980 | Tony Dallara                                                                           | Il numero uno degli anni '60                                                                        |
| ORL 8436           | 1980 | Melo Caruso                                                                            | Sicilia canta                                                                                       |
| ORL 8437           | 1980 | Riz Ortolani                                                                           | Africa addio                                                                                        |
| ORL 8438           | 1980 | Foghat                                                                                 | Rock and Roll Outlaws                                                                               |
| ORL 8439           | 1980 | Todd Rundgren                                                                          | Hermit of Mink Hollow                                                                               |
| ORL 8440           | 1980 | Charles Aznavour                                                                       | ...e fu subito Aznavour                                                                             |
| ORL 8441           | 1980 | Charles Aznavour                                                                       | Del mio amare te                                                                                    |
| ORL 8442           | 1980 | Charles Aznavour                                                                       | Canto l'amore perché credo tutto derivi da esso                                                     |
| ORL 8443           | 1980 | Tullio Pane                                                                            | Vacanze a Napoli, Vol. 2                                                                            |
| AORL 4-8444        | 1980 | Tangerine Dream                                                                        | Tangerine Dream '70-'80                                                                             |
| ORL 8445           | 1980 | Charles Aznavour                                                                       | Buon anniversario                                                                                   |
| ORL 8446           | 1980 | Charles Aznavour                                                                       | Il bosco e la riva                                                                                  |
| ORL 8447           | 1980 | Achille Togliani                                                                       | La canzone dell'amore, Vol. 4                                                                       |
| ORL 8448           | 1980 | Domenico Modugno                                                                       | Dal vivo alla Bussoladomani                                                                         |
| ORL 8449           | 1981 | I Crodaioli                                                                            | Voci della montagna, Vol. 2                                                                         |
| ORL 8450           | 1981 | I Crodaioli                                                                            | Vol. 3                                                                                              |
| ORL 8451           | 1981 | I Crodaioli                                                                            | Vada che vien matina, Vol. 4                                                                        |
| AORL 2-8452        | 1981 | Giorgio Gaber                                                                          | Il signor G                                                                                         |
| AORL 2-8453        | 1981 | Giorgio Gaber                                                                          | Dialogo tra un impegnato e un non so                                                                |
| AORL 2-8454        | 1981 | Giorgio Gaber                                                                          | Far finta di essere sani                                                                            |
| ORL 8455           | 1981 | Orchestra Spettacolo Raoul Casadei                                                     | Amico sole                                                                                          |
| ORL 8456           | 1981 | Orchestra Spettacolo Raoul Casadei                                                     | Simpatia                                                                                            |
| ORL 8457           | 1981 | The Beach Boys, The Marketts & The Frogmen                                             | Surfing with the Beach Boys, Marketts and Frogmen                                                   |
| AORL 2-8458        | 1981 | Giorgio Gaber                                                                          | Anche per oggi non si vola                                                                          |
| AORL 2-8459        | 1981 | Giorgio Gaber                                                                          | Libertà obbligatoria                                                                                |
| AORL 5-8460        | 1981 | Giorgio Gaber                                                                          | Gaber al Piccolo                                                                                    |
| AORL 2-8461        | 1981 | Giorgio Gaber                                                                          | Polli di allevamento                                                                                |
| ORL 8463           | 1981 | Topo Gigio                                                                             | Dal programma TV "L'inquilino del piano di sotto"                                                   |
| ORL 8464           | 1981 | Gino Paoli                                                                             | Una sera con Gino Paoli                                                                             |
| ORL 8465           | 1981 | Pippo Franco                                                                           | Nasone Disco Show                                                                                   |
| ORL 8466           | 1981 | Banco del Mutuo Soccorso                                                               | Come in un'ultima cena                                                                              |
| ORL 8467           | 1981 | Franco Battiato                                                                        | Juke Box                                                                                            |
| ORL 8468           | 1981 | Piergiorgio Farina                                                                     | A tutto Rock!!!                                                                                     |
| ORL 8469           | 1981 | Franco Califano                                                                        | Tac..!                                                                                              |
| ORL 8470           | 1981 | AA.VV.                                                                                 | L'età d'oro dei cantautori, Vol. 1                                                                  |
| ORL 8471           | 1981 | AA.VV.                                                                                 | L'età d'oro dei cantautori, Vol. 2                                                                  |
| ORL 8472           | 1981 | AA.VV.                                                                                 | La barca non va più e altri successi per bambini                                                    |
| ORL 8473           | 1981 | Banco del Mutuo Soccorso                                                               | Canto di primavera                                                                                  |
| ORL 8474           | 1981 | AA.VV.                                                                                 | La balena e altre favolose sigle televisive                                                         |
| ORL 8475           | 1981 | Glenn Miller Big Band                                                                  | Original Recordings 1939-1942                                                                       |
| ORL 8476           | 1981 | Enrico Musiani                                                                         | Chitarra vagabonda                                                                                  |
| ORL 8477           | 1981 | Enrico Musiani                                                                         | Io canto                                                                                            |
| ORL 8478           | 1981 | Toto Cutugno                                                                           | Voglio l'anima                                                                                      |
| ORL 8479           | 1981 | Banco del Mutuo Soccorso                                                               | ...di terra                                                                                         |
| ORL 8480           | 1981 | Emerson, Lake & Palmer                                                                 | Trilogy                                                                                             |
| ORL 8481           | 1981 | Collage                                                                                | Raccolta di successi                                                                                |
| ORL 8482           | 1981 | Riz Ortolani                                                                           | Fratello sole, sorella luna                                                                         |
| ORL 8483           | 1981 | Alunni del Sole                                                                        | 'A canzuncella                                                                                      |
| ORL 8484           | 1981 | Donatella Rettore                                                                      | Donatella Rettore                                                                                   |
| ORL 8485           | 1981 | Santo & Johnny                                                                         | Adagio by Santo & Johnny                                                                            |
| ORL 8486           | 1981 | Bobby Solo                                                                             | La vie en rose                                                                                      |
| ORL 8487           | 1981 | Santo & Johnny                                                                         | Classics by Santo & Johnny                                                                          |
| ORL 8488           | 1981 | Cat Stevens                                                                            | Mona Bone Jakon                                                                                     |
| ORL 8489           | 1981 | Bill Haley & His Comets                                                                | Don't Knock the Rock                                                                                |
| ORL 8490           | 1981 | Buddy Holly                                                                            | A Legend...                                                                                         |
| ORL 8491           | 1981 | Les Brown                                                                              | Magic Atmosphere with Les Brown                                                                     |
| AORL 2-8492        | 1981 | Louis Armstrong                                                                        | The All Stars Collection                                                                            |
| AORL 5-8493        | 1981 | Louis Armstrong                                                                        | Louis Armstrong's Story                                                                             |
| ORL 8495           | 1981 | Fairport Convention                                                                    | Rosie                                                                                               |
| ORL 8496           | 1981 | Traffic                                                                                | Traffic                                                                                             |
| ORL 8497           | 1981 | Stomu Yamashta                                                                         | Freedom Is Frightening                                                                              |
| AORL 2-8498        | 1981 | Jimmy Cliff                                                                            | The Best of Jimmy Cliff                                                                             |
| AORL 2-8499        | 1981 | Fairport Convention                                                                    | The History of Fairport Convention                                                                  |
| ORL 8500           | 1981 | Fairport Convention                                                                    | Rising for the Moon                                                                                 |
| ORL 8501           | 1981 | The Incredible String Band                                                             | Liquid Acrobat as Regards the Air                                                                   |
| ORL 8502           | 1981 | Dave Swarbrick                                                                         | Swarbrick 2                                                                                         |
| ORL 8503           | 1981 | Astor Piazzolla                                                                        | Libertango                                                                                          |
| ORL 8504           | 1981 | Trini Lopez                                                                            | 16 Hits                                                                                             |
| ORL 8505           | 1981 | Chubby Checker                                                                         | Let's Twist Again                                                                                   |
| ORL 8506           | 1981 | Banco del Mutuo Soccorso                                                               | Capolinea                                                                                           |
| ORL 8508           | 1981 | Pino Calvi                                                                             | Pensieri d'amore                                                                                    |
| AORL 4-8509        | 1981 | Mike Oldfield                                                                          | Boxed                                                                                               |
| ORL 8510           | 1981 | Duke Ellington e la sua Orchestra                                                      | The Beginning, Vol. 1                                                                               |
| ORL 8511           | 1981 | Duke Ellington e la sua Orchestra                                                      | Hot in Harlem, Vol. 2                                                                               |
| ORL 8512           | 1981 | Duke Ellington & the Jungle Band                                                       | Rockin' in Rhythm, Vol. 3                                                                           |
| ORL 8513           | 1981 | Antônio Carlos Jobim                                                                   | Jobim                                                                                               |
| ORL 8514           | 1981 | The Dukes of Dixieland                                                                 | Dixieland's Greatest Hits                                                                           |
| ORL 8515           | 1981 | Mario Del Monaco                                                                       | Napoli eterna                                                                                       |
| ORL 8516           | 1981 | Franco Califano                                                                        | Ti perdo...                                                                                         |
| ORL 8517           | 1981 | Claudio Villa                                                                          | Buona fortuna a te...                                                                               |
| ORL 8518           | 1981 | Frank Sinatra                                                                          | The "Young" Frank Sinatra                                                                           |
| ORL 8519           | 1981 | Frank Sinatra                                                                          | Original Session of the 50's                                                                        |
| ORL 8520           | 1981 | Stefan Grossman                                                                        | Bottleneck Serenade                                                                                 |
| ORL 8521           | 1981 | Peppino Principe                                                                       | Tango della gelosia                                                                                 |
| ORL 8522           | 1981 | Iva Zanicchi                                                                           | Coraggio e paura...                                                                                 |
| ORL 8523           | 1981 | Iva Zanicchi                                                                           | Come ti vorrei                                                                                      |
| ORL 8524           | 1981 | Mina                                                                                   | Meravigliosamente... Vol. 1                                                                         |
| ORL 8525           | 1981 | Mina                                                                                   | Meravigliosamente... Vol. 2                                                                         |
| ORL 8526           | 1981 | Mina                                                                                   | Meravigliosamente... Vol. 3                                                                         |
| AORL 3-8527        | 1981 | Mina                                                                                   | Gli anni d'oro                                                                                      |
| ORL 8528           | 1981 | Fausto Leali                                                                           | Raccolta di successi, Vol. 1                                                                        |
| ORL 8529           | 1981 | Fausto Leali                                                                           | Raccolta di successi, Vol. 2                                                                        |
| ORL 8530           | 1981 | Pino Calvi                                                                             | Non dimenticar...                                                                                   |
| ORL 8531           | 1981 | Pino Calvi                                                                             | Grandi temi da grandi film                                                                          |
| ORL 8532           | 1981 | I Giganti                                                                              | I Giganti                                                                                           |
| ORL 8533           | 1981 | Franco Simone                                                                          | Io ti vorrei                                                                                        |
| ORL 8534           | 1981 | Fred Bongusto                                                                          | Chi ci sarà dopo di me                                                                              |
| ORL 8535           | 1981 | Fred Bongusto                                                                          | Gli amori veri                                                                                      |
| ORL 8536           | 1981 | Franco Battiato                                                                        | M.elle le "Gladiator"                                                                               |
| ORL 8537           | 1981 | Ella Fitzgerald                                                                        | Ella Sings Gershwin                                                                                 |
| ORL 8538           | 1981 | Ella Fitzgerald                                                                        | Best of Ella Fitzgerald, Vol. 1                                                                     |
| ORL 8539           | 1981 | Ella Fitzgerald                                                                        | Best of Ella Fitzgerald, Vol. 2                                                                     |
| ORL 8540           | 1981 | The Pentangle                                                                          | The Pentangle                                                                                       |
| ORL 8541           | 1981 | Fats Waller                                                                            | The Amusing Fats Waller                                                                             |
| ORL 8542           | 1981 | Nat King Cole                                                                          | The Incomparable Nat King Cole                                                                      |
| ORL 8543           | 1981 | Harry James e la sua Orchestra                                                         | Historical Collection                                                                               |
| ORL 8544           | 1981 | Django Reinhardt & Le Quintette du Hot Club de France                                  | Historical Collection                                                                               |
| ORL 8545           | 1981 | Jelly Roll Morton & His Red Hot Peppers                                                | Historical Collection                                                                               |
| ORL 8546           | 1981 | Edgar Froese                                                                           | Epsilon in Malaysian Pale                                                                           |
| ORL 8547           | 1981 | Gong                                                                                   | You                                                                                                 |
| ORL 8548           | 1981 | Hatfield and the North                                                                 | The Rotters' Club                                                                                   |
| ORL 8549           | 1982 | Robert Wyatt                                                                           | Ruth Is Stranger Than Richard                                                                       |
| ORL 8550           | 1982 | Vasco Rossi                                                                            | Siamo solo noi                                                                                      |
| ORL 8551           | 1982 | Zieli Tognasca                                                                         | Brazil                                                                                              |
| ORL 8552           | 1982 | AA.VV.                                                                                 | Vietato ai genitori 2                                                                               |
| ORL 8553           | 1982 | Edoardo Bennato                                                                        | La torre di Babele                                                                                  |
| ORL 8554           | 1982 | Alan Sorrenti                                                                          | 1971-1981                                                                                           |
| ORL 8555           | 1982 | Dik Dik                                                                                | Raccolta di successi n. 3                                                                           |
| ORL 8556           | 1982 | Equipe 84                                                                              | Raccolta di successi n. 3                                                                           |
| ORL 8557           | 1982 | Ornella Vanoni                                                                         | I giorni dell'amore                                                                                 |
| ORL 8558           | 1982 | Luigi Tenco                                                                            | Pensaci un po'                                                                                      |
| ORL 8559           | 1982 | Bobby Solo                                                                             | Raccolta di successi                                                                                |
| ORL 8560           | 1982 | The Kinks                                                                              | The Kink Kontroversy                                                                                |
| ORL 8561           | 1982 | The Kinks                                                                              | Arthur (Or the Decline and Fall of the British Empire)                                              |
| ORL 8562           | 1982 | The Kinks                                                                              | Kinda Kinks                                                                                         |
| ORL 8563           | 1982 | The Kinks                                                                              | The Kinks Are The Village Green Preservation Society                                                |
| ORL 8564           | 1982 | The Mamas & The Papas                                                                  | Deliver                                                                                             |
| ORL 8565           | 1982 | The Mamas & The Papas                                                                  | Cass, John, Michelle, Dennie                                                                        |
| ORL 8567           | 1982 | Umberto Marcato                                                                        | Le ho cantate anche io                                                                              |
| ORL 8568           | 1982 | AA.VV.                                                                                 | Un bacione da Firenze                                                                               |
| ORL 8569           | 1982 | Emerson, Lake & Palmer                                                                 | Brain Salad Surgery                                                                                 |
| ORL 8571           | 1982 | The Spencer Davis Group                                                                | Autumn '66                                                                                          |
| ORL 8572           | 1982 | Ignazio Privitera                                                                      | Sicilia terra d'amuri                                                                               |
| ORL 8573           | 1982 | Marilyn Monroe                                                                         | Never Before and Never Again                                                                        |
| ORL 8574           | 1982 | AA.VV.                                                                                 | Tuttigruppi                                                                                         |
| ORL 8575           | 1982 | AA.VV.                                                                                 | Cantasessanta                                                                                       |
| ORL 8576           | 1982 | AA.VV.                                                                                 | International Christmas                                                                             |
| ORL 8577           | 1982 | Pino Calvi                                                                             | Clair de lune                                                                                       |
| ORL 8578           | 1982 | Learco Gianferrari                                                                     | Liscio Non Stop                                                                                     |
| ORL 8579           | 1982 | Elio Neri                                                                              | Perché non sognare                                                                                  |
| ORL 8580           | 1982 | Peppino Principe                                                                       | Peppino Principe                                                                                    |
| ORL 8581           | 1982 | Narciso Parigi                                                                         | Ricordi                                                                                             |
| ORL 8582           | 1982 | Earl Hines                                                                             | Earl Hines Plays George Gershwin                                                                    |
| ORL 8583           | 1982 | Count Basie Orchestra                                                                  | The Count Basie Story                                                                               |
| ORL 8584           | 1982 | Art Tatum & Errol Garner                                                               | The Great Piano Players                                                                             |
| ORL 8585           | 1982 | Duke Ellington & Louis Armstrong                                                       | Meeting                                                                                             |
| ORL 8586           | 1982 | Dizzy Gillespie & Charlie Parker                                                       | The Best of Dizzy Gillespie & Charlie Parker                                                        |
| ORL 8588           | 1982 | Gerry Mulligan & Astor Piazzolla                                                       | Summit                                                                                              |
| ORL 8589           | 1982 | I Crodaioli                                                                            | Calastoria, Vol. 5                                                                                  |
| ORL 8590           | 1982 | Armando Trovajoli                                                                      | Rugantino                                                                                           |
| ORL 8591           | 1982 | Don Backy                                                                              | Sogno                                                                                               |
| ORL 8592           | 1982 | Louis Armstrong                                                                        | What a Wonderful World                                                                              |
| ORL 8593           | 1982 | AA.VV.                                                                                 | Tuttigruppi, Vol. 2                                                                                 |
| ORL 8594           | 1982 | Neil Diamond                                                                           | Gold                                                                                                |
| ORL 8595           | 1982 | Stevie Wonder                                                                          | With a Song in My Heart                                                                             |
| ORL 8596           | 1982 | Stevie Wonder                                                                          | Recorded Live: The 12 Year Old Genius                                                               |
| ORL 8597           | 1982 | Stevie Wonder                                                                          | Down to Earth                                                                                       |
| ORL 8598           | 1982 | Stevie Wonder                                                                          | Tribute to Uncle Ray                                                                                |
| ORL 8599           | 1982 | Diana Ross                                                                             | Diana Ross                                                                                          |
| ORL 8600           | 1982 | Diana Ross                                                                             | Touch me in the Morning                                                                             |
| ORL 8601           | 1982 | The Supremes                                                                           | The Supremes Sing Holland-Dozier-Holland                                                            |
| ORL 8602           | 1982 | Commodores                                                                             | Machine Gun                                                                                         |
| ORL 8603           | 1982 | Diana Ross & Marvin Gaye                                                               | Diana & Marvin                                                                                      |
| ORL 8604           | 1982 | The Jackson 5                                                                          | ABC                                                                                                 |
| ORL 8605           | 1982 | The Temptations                                                                        | Psychedelic Shack                                                                                   |
| ORL 8606           | 1982 | Diana Ross, The Supremes & The Temptations                                             | TCB                                                                                                 |
| ORL 8607           | 1982 | Enrico Caruso                                                                          | Enrico Caruso                                                                                       |
| AORL 2-8608        | 1982 | Giorgio Gaber                                                                          | Il teatro di Giorgio Gaber                                                                          |
| ORL 8609           | 1982 | AA.VV.                                                                                 | Cantasessanta, Vol. 2                                                                               |
| ORL 8610           | 1982 | Charlie Parker                                                                         | The Magnificent Bird                                                                                |
| ORL 8611           | 1982 | Erroll Garner                                                                          | The King of Piano Jazz                                                                              |
| ORL 8612           | 1982 | Glenn Miller                                                                           | Rhapsody in Blue                                                                                    |
| ORL 8613           | 1982 | Le Orme                                                                                | Fiori e colori                                                                                      |
| ORL 8614           | 1982 | Nilla Pizzi                                                                            | ...Oggi                                                                                             |
| ORL 8615           | 1982 | Edwin Hawkins                                                                          | Oh Happy Day                                                                                        |
| ORL 8616           | 1982 | Narciso Parigi                                                                         | Firenze amore e stornelli                                                                           |
| ORL 8617           | 1982 | Stevie Wonder                                                                          | Signed Sealed & Delivered                                                                           |
| ORL 8618           | 1982 | Stevie Wonder                                                                          | Up-Tight                                                                                            |
| ORL 8619           | 1982 | Diana Ross, The Supremes & The Temptations                                             | Diana Ross & The Supremes Join The Temptations                                                      |
| ORL 8620           | 1982 | AA.VV.                                                                                 | Diana!                                                                                              |
| ORL 8621           | 1982 | Diana Ross                                                                             | Live at Caesars Palace                                                                              |
| ORL 8622           | 1982 | Stevie Wonder                                                                          | My Cherie Amour                                                                                     |
| ORL 8623           | 1982 | The Supremes                                                                           | At the Copa                                                                                         |
| ORL 8624           | 1982 | Commodores                                                                             | Movin' On                                                                                           |
| ORL 8625           | 1982 | Charles Aznavour                                                                       | Le due voci di Charles Aznavour                                                                     |
| ORL 8627           | 1982 | Umberto Marcato                                                                        | Disco romantico, Vol. 1                                                                             |
| ORL 8628           | 1982 | Umberto Marcato                                                                        | Disco romantico, Vol. 2                                                                             |
| ORL 8629           | 1983 | Fabrizio De André                                                                      | Canzoni                                                                                             |
| ORL 8630           | 1983 | Amazing Blondel                                                                        | England                                                                                             |
| ORL 8631           | 1983 | John Martyn                                                                            | The Tumbler                                                                                         |
| ORL 8632           | 1983 | AA.VV.                                                                                 | Gli attori cantano                                                                                  |
| ORL 8633           | 1983 | Kool & the Gang                                                                        | Celebrate!                                                                                          |
| ORL 8634           | 1983 | American Military Band                                                                 | National Hymn and SOUSA Marches                                                                     |
| ORL 8635           | 1983 | Vasco Rossi                                                                            | Colpa d'Alfredo                                                                                     |
| ORL 8636           | 1983 | AA.VV.                                                                                 | Gomma gomma e altri successi per bambini                                                            |
| ORL 8637           | 1983 | The Lovin' Spoonful                                                                    | The Very Best of the Lovin' Spoonful                                                                |
| ORL 8638           | 1983 | 1910 Fruitgum Company                                                                  | Simon Says                                                                                          |
| ORL 8639           | 1983 | Expo 80                                                                                | Samba do Brazil                                                                                     |
| ORL 8640           | 1983 | Stevie Wonder                                                                          | Where I'm Coming From                                                                               |
| ORL 8641           | 1983 | Diana Ross                                                                             | The Boss                                                                                            |
| ORL 8642           | 1983 | Diana Ross                                                                             | Diana's Duets                                                                                       |
| ORL 8643           | 1983 | Diana Ross & The Supremes                                                              | Love Child                                                                                          |
| ORL 8644           | 1983 | The Supremes                                                                           | I Hear a Symphony                                                                                   |
| ORL 8645           | 1983 | Stevie Wonder                                                                          | For Once in My Life                                                                                 |
| ORL 8646           | 1983 | Stevie Wonder                                                                          | I Was Made to Love Her                                                                              |
| ORL 8648           | 1983 | Paul Anka                                                                              | Paul Anka Live                                                                                      |
| ORL 8649           | 1983 | Toto Cutugno                                                                           | Innamorata, innamorato, innamorati                                                                  |
| ORL 8650           | 1983 | AA.VV.                                                                                 | Gli intramontabili                                                                                  |
| ORL 8654           | 1983 | John Renbourn                                                                          | The Lady and the Unicorn                                                                            |
| ORL 8655           | 1983 | AA.VV.                                                                                 | Vietato ai genitori 3                                                                               |
| ORL 8656           | 1983 | Il Guardiano del Faro                                                                  | Un uomo, una musica, un'immagine, Vol. 1                                                            |
| ORL 8657           | 1983 | Achille Togliani                                                                       | La canzone dell'amore, Vol. 5                                                                       |
| ORL 8658           | 1983 | Michael Jackson                                                                        | The Best of Michael Jackson                                                                         |
| ORL 8659           | 1983 | Franco Battiato                                                                        | L'Egitto prima delle sabbie                                                                         |
| ORL 8662           | 1983 | Soft Machine                                                                           | The Soft Machine                                                                                    |
| ORL 8663           | 1983 | Soft Machine                                                                           | Volume Two                                                                                          |
| AORL 2-8664        | 1983 | The Beatles                                                                            | Live! at the Star-Club in Hamburg, Germany; 1962                                                    |
| ORL 8665           | 1983 | The Beatles                                                                            | Silver Beatles                                                                                      |
| ORL 8666           | 1983 | Chicago Transit Authority                                                              | Live in Concert                                                                                     |
| ORL 8668           | 1983 | Little Richard & Jimi Hendrix                                                          | Friends from the Beginning                                                                          |
| ORL 8669           | 1983 | Ray Charles                                                                            | The Best of Ray Charles                                                                             |
| ORL 8670           | 1983 | The Platters                                                                           | The Platters                                                                                        |
| ORL 8671           | 1983 | Poco                                                                                   | Legend                                                                                              |
| ORL 8672           | 1983 | Joan Baez                                                                              | Joan                                                                                                |
| ORL 8673           | 1983 | Il Guardiano del Faro                                                                  | Un uomo, una musica, un'immagine, Vol. 2                                                            |
| ORL 8674           | 1983 | Joan Baez                                                                              | In Concert                                                                                          |
| ORL 8675           | 1983 | Blood, Sweat & Tears                                                                   | Brand New Day                                                                                       |
| ORL 8677           | 1983 | Franco Califano                                                                        | ...tuo Califano                                                                                     |
| ORL 8678           | 1983 | Milva                                                                                  | Milva                                                                                               |
| ORL 8679           | 1983 | Enzo Jannacci                                                                          | Ci vuole orecchio                                                                                   |
| ORL 8680           | 1983 | Emerson, Lake & Palmer                                                                 | Works Volume 2                                                                                      |
| ORL 8681           | 1983 | Emerson, Lake & Palmer                                                                 | Love Beach                                                                                          |
| ORL 8683           | 1983 | AA.VV.                                                                                 | Canta '70                                                                                           |
| ORL 8684           | 1983 | Emerson, Lake & Palmer                                                                 | The Best of Emerson Lake & Palmer                                                                   |
| ORL 8685           | 1983 | Mario Barimar                                                                          | Permette un ballo, Vol. 1                                                                           |
| ORL 8686           | 1983 | Mario Barimar                                                                          | Permette un ballo, Vol. 2                                                                           |
| ORL 8687           | 1983 | Elio Neri                                                                              | Fuochi d'artificio                                                                                  |
| ORL 8688           | 1983 | AA.VV.                                                                                 | Sapore d'estate                                                                                     |
| ORL 8689           | 1983 | Gianna Nannini                                                                         | California                                                                                          |
| ORL 8690           | 1983 | Eduardo De Crescenzo                                                                   | Ancora                                                                                              |
| AORL 3-8691        | 1983 | Emerson, Lake & Palmer                                                                 | Welcome Back, My Friends, to the Show That Never Ends - Ladies and Gentlemen Emerson, Lake & Palmer |
| AORL 2-8692        | 1983 | Emerson, Lake & Palmer                                                                 | Works Volume 1                                                                                      |
| ORL 8693           | 1983 | Emerson, Lake & Palmer                                                                 | In Concert                                                                                          |
| ORL 8694           | 1983 | AA.VV.                                                                                 | Alegria do Brasil                                                                                   |
| ORL 8695           | 1983 | Al Caiola                                                                              | ¡¡Caliente!!                                                                                        |
| ORL 8696           | 1983 | Pippo Franco                                                                           | Super Pippo Franco Bambini                                                                          |
| ORL 8697           | 1983 | Marvin Gaye                                                                            | Marvin Gaye Live!                                                                                   |
| ORL 8698           | 1984 | Mario Barimar                                                                          | Permette un ballo, Vol. 3                                                                           |
| ORL 8699           | 1984 | Mario Barimar                                                                          | Permette un ballo, Vol. 4                                                                           |
| ORL 8700           | 1984 | AA.VV.                                                                                 | Nashville                                                                                           |
| ORL 8701           | 1984 | Ralph Burns                                                                            | Cabaret                                                                                             |
| AORL 2-8702        | 1984 | AA.VV.                                                                                 | Jesus Christ Superstar                                                                              |
| ORL 8703           | 1984 | Beniamino Gigli                                                                        | Beniamino Gigli                                                                                     |
| ORL 8704           | 1984 | Mario Barimar                                                                          | Permette un ballo, Vol. 5                                                                           |
| ORL 8705           | 1984 | Mario Barimar                                                                          | Permette un ballo, Vol. 6                                                                           |
| ORL 8706           | 1984 | Commodores                                                                             | Natural High                                                                                        |
| ORL 8707           | 1984 | Franco Califano                                                                        | La mia libertà                                                                                      |
| ORL 8708           | 1984 | Milva                                                                                  | La Rossa                                                                                            |
| ORL 8709           | 1984 | Vasco Rossi                                                                            | Albachiara                                                                                          |
| ORL 8710           | 1984 | Ron                                                                                    | Una città per cantare                                                                               |
| ORL 8711           | 1984 | Ron                                                                                    | Al centro della musica                                                                              |
| ORL 8712           | 1984 | Ron                                                                                    | Guarda chi si vede                                                                                  |
| ORL 8713           | 1984 | Edoardo Bennato                                                                        | Uffà! Uffà!                                                                                         |
| ORL 8714           | 1984 | Mario Barimar                                                                          | Permette un tango                                                                                   |
| ORL 8715           | 1984 | Mario Barimar                                                                          | Permette un valzer                                                                                  |
| ORL 8716           | 1984 | Decibel                                                                                | Decibel                                                                                             |
| ORL 8717           | 1984 | Narciso Parigi                                                                         | Italia amore mio                                                                                    |
| ORL 8718           | 1984 | Yardbirds & Eric Clapton                                                               | Backyardbirds featuring Eric Clapton, Vol. 1                                                        |
| ORL 8719           | 1984 | Yardbirds & Eric Clapton                                                               | Backyardbirds featuring Eric Clapton, Vol. 2                                                        |
| ORL 8720           | 1984 | AA.VV.                                                                                 | Superclassifica                                                                                     |
| ORL 8721           | 1984 | Jimi Hendrix                                                                           | Early Psychedelic, Vol. 1                                                                           |
| ORL 8722           | 1984 | Jimi Hendrix                                                                           | Early Psychedelic, Vol. 2                                                                           |
| AORL 3-8725        | 1984 | Luigi Tenco                                                                            | Luigi Tenco                                                                                         |
| ORL 8727           | 1984 | Fred Bongusto                                                                          | Fortunatamente ancora l'amore                                                                       |
| ORL 8728           | 1984 | Milva                                                                                  | Milva e dintorni                                                                                    |
| AORL 3-8730        | 1984 | Orchestra Spettacolo Raoul Casadei                                                     | Orchestra Spettacolo Raoul Casadei                                                                  |
| ORL 8731           | 1984 | Mario Barimar                                                                          | Valzer Musette                                                                                      |
| ORL 8732           | 1984 | Gianna Nannini                                                                         | Una radura...                                                                                       |
| ORL 8736           | 1984 | Umberto Marcato e Cristina Paltrinieri                                                 | Canta Natale                                                                                        |
| AORL 4-8737        | 1984 | Coro Rosalpina                                                                         | Coro Rosalpina                                                                                      |
| AORL 3-8740        | 1985 | AA.VV.                                                                                 | Tutto 60                                                                                            |
| ORL 8741           | 1985 | Gianna Nannini                                                                         | Gianna Nannini                                                                                      |
| ORL 8742           | 1985 | Vasco Rossi                                                                            | ...Ma cosa vuoi che sia una canzone                                                                 |
| ORL 8744           | 1985 | Mario Del Monaco                                                                       | Napoli eterna                                                                                       |
| ORL 8745           | 1985 | Narciso Parigi                                                                         | Firenze amore e stornelli                                                                           |
| ORL 8751           | 1985 | Bob Marley                                                                             | Collection                                                                                          |
| ORL 8753           | 1985 | Umberto Da Preda                                                                       | Da Venezia con amore                                                                                |
| ORL 8754           | 1985 | Fred Bongusto                                                                          | Freddissimo                                                                                         |
| ORL 8755           | 1985 | I Crodaioli                                                                            | Vol. 6                                                                                              |
| ORL 8756           | 1985 | The Who                                                                                | Who's Next                                                                                          |
| ORL 8759           | 1985 | Rod Stewart                                                                            | First Cuts                                                                                          |
| ORL 8760           | 1985 | Deep Purple                                                                            | Live in Europe                                                                                      |
| ORL 8761           | 1985 | Van Morrison                                                                           | Caravan                                                                                             |
| ORL 8762           | 1985 | Galt MacDermot, James Rado & Jerome Ragni                                              | I più bei brani dalla colonna sonora di Hair                                                        |
| ORL 8763           | 1985 | Billy Joel                                                                             | Godzilla                                                                                            |
| ORL 8764           | 1985 | Jethro Tull                                                                            | Thick as a Brick                                                                                    |
| ORL 8765           | 1985 | Louis Armstrong                                                                        | Greatest Hits                                                                                       |
| ORL 8766           | 1985 | Nat King Cole                                                                          | Greatest Hits                                                                                       |
| ORL 8767           | 1985 | Glenn Miller                                                                           | Greatest Hits                                                                                       |
| ORL 8768           | 1985 | Harry Belafonte                                                                        | Greatest Hits                                                                                       |
| ORL 8769           | 1985 | Ray Charles                                                                            | Greatest Hits                                                                                       |
| ORL 8770           | 1985 | Frank Sinatra                                                                          | Greatest Hits                                                                                       |
| ORL 8771           | 1985 | Eduardo De Crescenzo                                                                   | Amico che voli                                                                                      |
| ORL 8772           | 1985 | Franco Califano                                                                        | Buio e luna piena                                                                                   |
| ORL 8773           | 1985 | Mario Del Monaco                                                                       | Via del Giglio 43                                                                                   |
| ORL 8774           | 1985 | Umberto Marcato                                                                        | Una sera...                                                                                         |
| ORL 8775           | 1985 | Umberto Marcato                                                                        | Canzone d'amore                                                                                     |
| ORL 8776           | 1985 | Vasco Rossi                                                                            | Vado al massimo                                                                                     |
| ORL 8777           | 1985 | Marsala Antica                                                                         | Amuri di Sicilia                                                                                    |
| ORL 8778           | 1985 | Henghel Gualdi e la sua Big Band                                                       | Night and Day                                                                                       |
| ORL 8779           | 1985 | Toto Cutugno                                                                           | L'italiano                                                                                          |
| ORL 8781           | 1985 | Marilyn Monroe                                                                         | Marilyn Monroe                                                                                      |
| ORL 8782           | 1985 | Iva Zanicchi                                                                           | Zingara                                                                                             |
| ORL 8783           | 1985 | Giorgio Gaber                                                                          | Giorgio Gaber                                                                                       |
| ORL 8784           | 1985 | Gorni Kramer                                                                           | Le più belle canzoni dalle riviste musicali di Gorni Kramer                                         |
| ORL 8786           | 1986 | Mina                                                                                   | Collection 1 - 1968                                                                                 |
| ORL 8787           | 1986 | Mina                                                                                   | Collection 2 - 1969, Vol. 1                                                                         |
| ORL 8788           | 1986 | Mina                                                                                   | Collection - 1969, Vol. 2                                                                           |
| ORL 8789           | 1986 | Mina                                                                                   | Collection 3 - 1970                                                                                 |
| ORL 8790           | 1986 | Mina                                                                                   | Collection 1971/1972                                                                                |
| ORL 8792           | 1986 | Mia Martini                                                                            | Ritratto                                                                                            |
| ORL 8793           | 1986 | Gegè Di Giacomo                                                                        | Gegè Di Giacomo canta                                                                               |
| ORL 8794           | 1986 | Little Tony                                                                            | Raccolta di successi                                                                                |
| ORL 8795           | 1986 | Enrico Musiani                                                                         | Lauretta                                                                                            |
| ORL 8797           | 1986 | Andrea Mingardi                                                                        | A iò vest un marzian                                                                                |
| ORL 8798           | 1986 | Luciano Tajoli                                                                         | Dedicato agli Alpini                                                                                |
| ORL 8800           | 1986 | Squallor                                                                               | Arrapaho                                                                                            |
| ORL 8802           | 1986 | AA.VV.                                                                                 | Filastrocche canzoncine e ninne nanne                                                               |
| ORL 8804           | 1986 | Renzo Arbore                                                                           | Ora o mai più ovvero cantautore da grande                                                           |
| ORL 8805           | 1986 | Peppino di Capri                                                                       | Twist Rumba Cha Cha Cha                                                                             |
| ORL 8806           | 1986 | Peppino di Capri                                                                       | Dancing                                                                                             |
| ORL 8809           | 1986 | Marlene Dietrich                                                                       | Lili Marlene                                                                                        |
| ORL 8810           | 1986 | Joan Armatrading                                                                       | Whatever's for Us                                                                                   |
| ORL 8811           | 1986 | Procol Harum                                                                           | A Whiter Shade of Pale                                                                              |
| ORL 8812           | 1986 | Procol Harum                                                                           | A Salty Dog                                                                                         |
| ORL 8813           | 1986 | Joe Cocker                                                                             | I Can Stand a Little Rain                                                                           |
| ORL 8814           | 1986 | Bob Marley & The Wailers                                                               | Bob, Peter, Bunny & Rita                                                                            |
| ORL 8815           | 1986 | Gilbert O'Sullivan                                                                     | Le più belle canzoni di Gilbert O'Sullivan                                                          |
| ORL 8816           | 1986 | Joe Cocker                                                                             | Cocker Happy                                                                                        |
| ORL 8817           | 1986 | Joe Cocker                                                                             | Something to Say                                                                                    |
| ORL 8818           | 1986 | Procol Harum                                                                           | Shine On Brightly                                                                                   |
| ORL 8819           | 1986 | Procol Harum                                                                           | Home                                                                                                |
| ORL 8821           | 1986 | Joe Cocker                                                                             | Joe Cocker!                                                                                         |
| ORL 8822           | 1986 | Joe Cocker                                                                             | Jamaica Say You Will                                                                                |
| ORL 8823           | 1986 | Gil Ventura                                                                            | Plays America Latina                                                                                |
| ORL 8824           | 1986 | Joe Cocker                                                                             | With a Little Help from My Friends                                                                  |
| ORL 8825           | 1986 | Joe Cocker                                                                             | Space Captain                                                                                       |
| ORL 8826           | 1986 | Joe Cocker                                                                             | Live in L.A.                                                                                        |
| ORL 8827           | 1986 | Procol Harum                                                                           | Rock Roots                                                                                          |
| ORL 8828           | 1986 | Narciso Parigi                                                                         | Firenze buonasera                                                                                   |
| ORL 8830           | 1986 | Mario Barimar                                                                          | Permette un ballo, Vol. 7                                                                           |
| ORL 8831           | 1986 | Mario Barimar                                                                          | Permette un ballo, Vol. 8                                                                           |
| ORL 8832           | 1986 | Mario Barimar                                                                          | Permette un ballo, Vol. 9                                                                           |
| ORL 8833           | 1986 | Mario Barimar                                                                          | Permette un ballo, Vol. 10                                                                          |
| ORL 8834           | 1986 | Mina                                                                                   | Collection 4                                                                                        |
| ORL 8835           | 1986 | Mina                                                                                   | Collection 5                                                                                        |
| ORL 8836           | 1986 | Mario Barimar                                                                          | Permette un samba                                                                                   |
| ORL 8838           | 1987 | Nino D'Angelo                                                                          | Cantautore                                                                                          |
| ORL 8839           | 1987 | Nino D'Angelo                                                                          | 'A discoteca                                                                                        |
| ORL 8841           | 1987 | Edoardo Bennato                                                                        | I buoni e i cattivi                                                                                 |
| ORL 8842           | 1987 | Gianna Nannini                                                                         | G.N.                                                                                                |
| ORL 8843           | 1987 | Nino D'Angelo                                                                          | Celebrità                                                                                           |
| ORL 8844           | 1987 | Vladimir Cosma                                                                         | Il tempo delle mele                                                                                 |
| ORL 8845           | 1987 | Vladimir Cosma                                                                         | Il tempo delle mele 2                                                                               |
| ORL 8846           | 1987 | Tina Turner                                                                            | Stand by Your Man                                                                                   |
| ORL 8847           | 1987 | Mina                                                                                   | Tua... Mina                                                                                         |
| ORL 8849           | 1987 | Nino D'Angelo                                                                          | Nino D'Angelo                                                                                       |
| ORL 8850           | 1987 | Nino D'Angelo                                                                          | Sotto 'e stelle                                                                                     |
| ORL 8851           | 1987 | Nino D'Angelo                                                                          | Forza campione                                                                                      |
| ORL 8852           | 1987 | Nino D'Angelo                                                                          | Eccomi qua                                                                                          |
| ORL 8853           | 1987 | Nino D'Angelo                                                                          | 'Nu jeans e 'na maglietta                                                                           |
| ORL 8854           | 1987 | Franco Califano                                                                        | Impronte digitali                                                                                   |
| ORL 8855           | 1987 | Franco Califano                                                                        | Io per amarti...                                                                                    |
| ORL 8856           | 1987 | Toto Cutugno                                                                           | La mia musica                                                                                       |
| AORL 2-8857        | 1987 | Franco Califano                                                                        | Califano in concerto                                                                                |
| ORL 8859           | 1987 | I Nuovi Angeli                                                                         | Al ventesimo anno                                                                                   |
| ORL 8860           | 1987 | AA.VV.                                                                                 | Per noi piccoli                                                                                     |
| ORL 8861           | 1987 | Mina                                                                                   | L'oro di Mina                                                                                       |
| ORL 8863           | 1987 | Nino D'Angelo                                                                          | Core a core                                                                                         |
| ORL 8864           | 1987 | Nino D'Angelo                                                                          | Con sentimento                                                                                      |
| ORL 8865           | 1987 | Nino D'Angelo                                                                          | 'A storia mia                                                                                       |
| ORL 8867           | 1987 | Milva                                                                                  | Canzoni tra le due guerre                                                                           |
| ORL 8868           | 1987 | Billie Holiday                                                                         | Billie Holiday                                                                                      |
| ORL 8870           | 1987 | Edoardo Bennato                                                                        | Burattino senza fili                                                                                |
| ORL 8871           | 1987 | Édith Piaf                                                                             | Édith Piaf                                                                                          |
| ORL 8874           | 1987 | Luciano Tajoli                                                                         | 45 anni con voi amici miei                                                                          |
| ORL 8875           | 1987 | Vasco Rossi                                                                            | Le canzoni d'amore di Vasco Rossi                                                                   |
| ORL 8876           | 1987 | Son Caribe                                                                             | Discosalsa                                                                                          |
| ORL 8877           | 1987 | Andrè Carr                                                                             | Magica musica, Vol. 1                                                                               |
| ORL 8878           | 1987 | Andrè Carr                                                                             | Magica musica, Vol. 2                                                                               |
| ORL 8879           | 1987 | Andrè Carr                                                                             | Magica musica, Vol. 3                                                                               |
| ORL 8880           | 1987 | Squallor                                                                               | Uccelli d'Italia                                                                                    |
| ORL 8881           | 1987 | Coro ANA di Milano                                                                     | Le più belle melodie degli Alpini                                                                   |
| ORL 8882           | 1987 | Vasco Rossi                                                                            | Bollicine                                                                                           |
| ORL 8883           | 1987 | Nilla Pizzi                                                                            | Un giorno all'italiana                                                                              |
| ORL 8884           | 1987 | Astor Piazzolla                                                                        | Astor Piazzolla                                                                                     |
| ORL 8886           | 1987 | Gino Paoli                                                                             | Gino Paoli                                                                                          |
| ORL 8887           | 1987 | Mantovani Orchestra                                                                    | The Magic Sound of the Mantovani Orchestra                                                          |
| ORL 8888           | 1987 | Mantovani Orchestra                                                                    | Live at Royal Festival Hall                                                                         |
| ORL 8891           | 1987 | Boys Group                                                                             | Bambini Parade, Vol. 1                                                                              |
| ORL 8892           | 1987 | Boys Group                                                                             | Bambini Parade, Vol. 2                                                                              |
| ORL 8893           | 1987 | Eduardo De Crescenzo                                                                   | De Crescenzo                                                                                        |
| ORL 8897           | 1987 | Fabrizio De André                                                                      | Rimini                                                                                              |
| ORL 8898           | 1987 | Fabrizio De André                                                                      | Vol. 1º                                                                                             |
| ORL 8899           | 1987 | Fabrizio De André                                                                      | Volume 3º                                                                                           |
| ORL 8900           | 1987 | Fabrizio De André                                                                      | Vol. 8                                                                                              |
| ORL 8901           | 1987 | Fabrizio De André                                                                      | Tutti morimmo a stento                                                                              |
| ORL 8902           | 1987 | Boys Group                                                                             | Bambini Parade, Vol. 3                                                                              |
| ORL 8903           | 1987 | Beniamino Gigli                                                                        | Romanze e canzoni                                                                                   |
| ORL 8904           | 1987 | Enrico Musiani                                                                         | Auguri                                                                                              |
| ORL 8916           | 1987 | La fanfara dei Bersaglieri                                                             | Inni delle forze armate italiane                                                                    |
| ORL 8917           | 1987 | Mina                                                                                   | Una Mina fa                                                                                         |
| ORL 8918           | 1987 | Fabrizio De André                                                                      | La buona novella                                                                                    |
| ORL 8919           | 1987 | Fabrizio De André                                                                      | Storia di un impiegato                                                                              |
| ORL 8920           | 1987 | Fabrizio De André                                                                      | Non al denaro non all'amore né al cielo                                                             |
| ORL 8921           | 1987 | Fabrizio De André                                                                      | Fabrizio De André in concerto - Arrangiamenti PFM                                                   |
| ORL 8922           | 1987 | Collage                                                                                | Raccolta di successi, Vol. 2                                                                        |
| ORL 8948           | 1987 | Renzo Arbore                                                                           | Prima che sia troppo tardi                                                                          |
| ORL 8950           | 1987 | AA.VV.                                                                                 | Cantasessanta, Vol. 3                                                                               |
| ORL 8952           | 1987 | Edoardo Bennato                                                                        | Sono solo canzonette                                                                                |
| CDOR 8953          | 1987 | Orchestra Spettacolo Raoul Casadei                                                     | Raccolta di successi n. 1                                                                           |
| CDOR 8954          | 1987 | Orchestra Spettacolo Raoul Casadei                                                     | Raccolta di successi n. 2                                                                           |
| ORL 8959           | 1987 | Nino D'Angelo                                                                          | Fotografando l'amore                                                                                |
| ORL 8961           | 1987 | Milva                                                                                  | Brecht                                                                                              |
| ORL 8962           | 1987 | Squallor                                                                               | Tocca l'albicocca                                                                                   |
| ORL 8965           | 1987 | Fred Bongusto                                                                          | Appuntamento con la luna                                                                            |
| ORL 8966           | 1987 | AA.VV.                                                                                 | Magicamerica                                                                                        |
| ORL 8970           | 1987 | Krisma                                                                                 | Iceberg                                                                                             |
| ORL 8985           | 1987 | Lando Fiorini                                                                          | Tra i sogni e la vita                                                                               |
| ORL 8989           | 1987 | Orchestra Spettacolo Raoul Casadei                                                     | E... E... Estate                                                                                    |
| ORL 8990           | 1987 | Orchestra Spettacolo Raoul Casadei                                                     | La banda degli angeli                                                                               |
| ORL 8991           | 1987 | Orchestra Spettacolo Raoul Casadei                                                     | La musica solare                                                                                    |
| ORL 8992           | 1987 | Roberto Murolo                                                                         | Le grandi canzoni napoletane, Vol. 1                                                                |
| ORL 8993           | 1987 | Roberto Murolo                                                                         | Le grandi canzoni napoletane, Vol. 2                                                                |
| ORL 8994           | 1987 | Roberto Murolo                                                                         | Le grandi canzoni napoletane, Vol. 3                                                                |
| ORL 8998           | 1987 | Los Marcellos Ferial                                                                   | Cuando calienta el sol                                                                              |
| ORL 9000           | 1987 | Raoul Casadei                                                                          | Il sax, la fisa e... il clarinetto                                                                  |
| ORL 9001           | 1987 | Raoul Casadei                                                                          | Liscio d'autore                                                                                     |
| ORL 9002           | 1988 | Raoul Casadei                                                                          | Amore e fisarmonica                                                                                 |
| ORL 9003           | 1988 | Raoul Casadei                                                                          | Innamorarsi in Riviera                                                                              |
| ORL 9018           | 1988 | AA.VV.                                                                                 | Filastrocche canzoncine e ninne nanne, Vol. 2                                                       |
| ORL 9023           | 1988 | Umberto Marcato                                                                        | Le più belle canzoni italiane, Vol. 1                                                               |
| ORL 9027           | 1988 | Umberto Marcato                                                                        | Sto con te                                                                                          |
| ORL 9032           | 1988 | Skiantos                                                                               | Pesissimo!                                                                                          |
| ORL 9033           | 1988 | Skiantos                                                                               | MONO tono                                                                                           |
| ORL 9034           | 1988 | Skiantos                                                                               | Kinotto                                                                                             |
| ORL 9035           | 1988 | Boys Group                                                                             | Bambini Parade, Vol. 4                                                                              |
| ORL 9036           | 1988 | Tullio De Piscopo                                                                      | Tullio De Piscopo - Live                                                                            |
| ORL 9037           | 1988 | Beniamino Gigli                                                                        | Na sera 'e maggio                                                                                   |
| ORL 9038           | 1988 | Nino D'Angelo                                                                          | Cose di cuore                                                                                       |
| ORL 9039           | 1988 | La fanfara dei Bersaglieri                                                             | Inni delle forze armate italiane, Vol. 2                                                            |
| ORL 9041           | 1988 | Fausto Papetti                                                                         | L'amore                                                                                             |
| ORL 9042           | 1988 | Fausto Papetti                                                                         | Hollywood                                                                                           |
| ORL 9043           | 1988 | Fausto Papetti                                                                         | Voglia di mare                                                                                      |
| ORL 9044           | 1988 | Fausto Papetti                                                                         | Toujours la France                                                                                  |
| ORL 9045           | 1988 | Fausto Papetti                                                                         | Pais Tropical                                                                                       |
| ORL 9046           | 1988 | Fausto Papetti                                                                         | My Love                                                                                             |
| ORL 9047           | 1989 | Rocky Roberts                                                                          | Stasera mi butto                                                                                    |
| ORL 9048           | 1989 | Mino Reitano                                                                           | Raccolta di successi                                                                                |
| ORL 9049           | 1989 | Little Tony                                                                            | Raccolta di successi, Vol. 2                                                                        |
| ORL 9050           | 1989 | Fausto Papetti                                                                         | Musicals                                                                                            |
| ORL 9051           | 1989 | Domenico Modugno                                                                       | Malarazza                                                                                           |
| ORL 9052           | 1989 | Fausto Papetti                                                                         | Classics                                                                                            |
| ORL 9053           | 1989 | Fausto Papetti                                                                         | Feelings                                                                                            |
| ORL 9054           | 1989 | Fausto Papetti                                                                         | Sentimental Movies                                                                                  |
| ORL 9055           | 1989 | Tito Schipa                                                                            | Tenore di grazia                                                                                    |
| ORL 9056           | 1989 | Fiorella Mannoia                                                                       | Canto e vivo                                                                                        |
| ORL 9057           | 1989 | Fiorella Mannoia                                                                       | Basta innamorarsi                                                                                   |
| ORL 9058           | 1989 | Fausto Papetti                                                                         | Donna...                                                                                            |
| ORL 9059           | 1989 | Fiordaliso                                                                             | Applausi a... Fiordaliso                                                                            |
| ORL 9060           | 1989 | Mina                                                                                   | Rarità                                                                                              |
| ORL 9061           | 1989 | Roberto Murolo                                                                         | Resta cu'mme                                                                                        |
| ORL 9062           | 1989 | Roberto Murolo                                                                         | Desiderio 'e sole                                                                                   |
| ORL 9063           | 1989 | Roberto Murolo                                                                         | Simmo 'e Napule, paisà                                                                              |
| ORL 9064           | 1989 | Fausto Papetti                                                                         | Fausto Papetti                                                                                      |
| ORL 9065           | 1989 | Gino Paoli                                                                             | I semafori rossi non sono Dio                                                                       |
| ORL 9067           | 1989 | Wess & Dori Ghezzi                                                                     | I nostri successi                                                                                   |
| ORL 9068           | 1989 | Mino Reitano                                                                           | Omaggio alla mia terra                                                                              |
| CDOR 9077          | 1989 | Dik Dik                                                                                | Raccolta di successi, Vol. 2                                                                        |
| ORL 9078           | 1989 | Nilla Pizzi                                                                            | Raccolta di successi                                                                                |
| ORL 9080           | 1989 | Kim & The Cadillacs                                                                    | Rock'N'Rollers                                                                                      |
| ORL 9081           | 1989 | Kim & The Cadillacs                                                                    | Size 50                                                                                             |
| ORL 9082           | 1989 | Ornella Vanoni                                                                         | International                                                                                       |
| ORL 9083           | 1989 | Ornella Vanoni                                                                         | Recital al Teatro Lirico di Milano                                                                  |
| ORL 9084           | 1989 | Bruno Venturini                                                                        | Antologia napoletana                                                                                |
| ORL 9085           | 1989 | Bruno Venturini                                                                        | 'A mamma 'e Napule                                                                                  |
| ORL 9088           | 1989 | Mario Abbate                                                                           | Coro napulitano                                                                                     |
| ORL 9090           | 1989 | Mia Martini                                                                            | I miei pensieri                                                                                     |
| ORL 9091           | 1989 | Andrè Carr                                                                             | Magica musica, Vol. 4                                                                               |
| ORL 9092           | 1989 | Bruno Lauzi                                                                            | Raccolta di successi                                                                                |
| ORL 9093           | 1989 | Luciano Rossi                                                                          | Raccolta di successi                                                                                |
| ORL 9094           | 1989 | I Vianella                                                                             | Roma nostra                                                                                         |
| ORL 9095           | 1989 | Tukano                                                                                 | Italian Carnaval 2                                                                                  |
| ORL 9100           | 1989 | Maurizio Vandelli                                                                      | L'altra faccia di Maurizio Vandelli                                                                 |
| ORL 9101           | 1989 | Alfio Finetti                                                                          | Al condominio                                                                                       |
| ORL 9103           | 1989 | Alfio Finetti                                                                          | Vacanze e tempo libero                                                                              |
| ORL 9104           | 1989 | Skiantos                                                                               | Non c'è gusto in Italia ad essere intelligenti                                                      |
| ORL 9105           | 1990 | Ornella Vanoni                                                                         | L'appuntamento                                                                                      |
| ORL 9106           | 1990 | Bruno Martino                                                                          | La calda estate di... Bruno Martino                                                                 |
| ORL 9107           | 1990 | Toto Cutugno                                                                           | L'italiano                                                                                          |
| ORL 9108           | 1990 | Toto Cutugno                                                                           | Solo noi                                                                                            |
| ORL 9110           | 1990 | AA.VV.                                                                                 | Fiesta Brasileira                                                                                   |
| ORL 9111           | 1990 | Equipe 84                                                                              | Diario                                                                                              |
| ORL 9113           | 1990 | Rosanna Fratello                                                                       | Sono una donna                                                                                      |
| ORL 9117           | 1990 | Mario Del Monaco                                                                       | Napoli eterna                                                                                       |
| ORL 9118           | 1990 | Mario Del Monaco                                                                       | Un amore così grande                                                                                |
| ORL 9119           | 1990 | Andrè Carr                                                                             | Magica musica, Vol. 5                                                                               |
| ORL 9120           | 1990 | Andrè Carr                                                                             | Magica musica, Vol. 6                                                                               |
| ORL 9122           | 1990 | Mario Barimar                                                                          | Permette un ballo, Vol. 11                                                                          |
| ORL 9123           | 1990 | Mario Barimar                                                                          | Permette un ballo, Vol. 12                                                                          |
| ORL 9124           | 1990 | Tukano                                                                                 | Italian Carnaval 4                                                                                  |
| ORL 9125           | 1990 | AA.VV.                                                                                 | Alegria do Brasil, Vol. 2                                                                           |
| ORL 9126           | 1990 | AA.VV.                                                                                 | GranBallo Vol. 1 - Samba                                                                            |
| ORL 9127           | 1990 | AA.VV.                                                                                 | GranBallo Vol. 2 - Cha Cha Cha, Calypso, Mambo                                                      |
| ORL 9128           | 1990 | Claudio Villa                                                                          | Sempre                                                                                              |
| ORL 9131           | 1990 | The Doors                                                                              | Live 1968-1969                                                                                      |
| ORL 9134           | 1990 | Mina                                                                                   | Export Volume 1                                                                                     |
| ORL 9135           | 1990 | Astor Piazzolla e il suo Quintetto                                                     | Escualo                                                                                             |
| ORL 9137           | 1990 | Kim & The Cadillacs                                                                    | Rock'N'Roll                                                                                         |
| ORL 9138           | 1990 | Iva Zanicchi                                                                           | Coraggio e paura                                                                                    |
| ORL 9140           | 1990 | Adamo                                                                                  | I miei successi                                                                                     |
| ORL 9142           | 1990 | Marco Armani                                                                           | Raccolta di successi                                                                                |
| ORL 9143           | 1990 | Fred Bongusto                                                                          | Raccolta di successi, Vol. 1                                                                        |
| ORL 9144           | 1990 | Fred Bongusto                                                                          | Raccolta di successi, Vol. 2                                                                        |
| ORL 9145           | 1990 | Orchestra Spettacolo Raoul Casadei                                                     | Simpatici italiani                                                                                  |
| ORL 9147           | 1990 | AA.VV.                                                                                 | 28 inni nazionali                                                                                   |
| ORL 9148           | 1990 | AA.VV.                                                                                 | GranBallo Vol. 3 - Beguine, Bossa Nova, Rumba                                                       |
| ORL 9149           | 1990 | Edwin Hawkins Singers                                                                  | Spirituals                                                                                          |
| ORL 9150           | 1990 | Mario Barimar                                                                          | Permette una lambada                                                                                |
| ORL 9152           | 1990 | The Church                                                                             | Conception                                                                                          |
| ORL 9153           | 1990 | Los Machucambos                                                                        | La colita                                                                                           |
| ORL 9155           | 1990 | Mina                                                                                   | Export Volume 2                                                                                     |
| ORL 9156           | 1990 | Giorgio Gaber                                                                          | Pressione bassa                                                                                     |
| ORL 9158           | 1990 | Ornella Vanoni                                                                         | Dettagli                                                                                            |
| ORL 9159           | 1990 | Mario Barimar                                                                          | Permette un ballo, Vol. 13                                                                          |
| ORL 9160           | 1990 | Mario Barimar                                                                          | Permette un ballo, Vol. 14                                                                          |
| ORL 9161           | 1990 | Mario Barimar                                                                          | Permette un ballo, Vol. 15                                                                          |
| ORL 9162           | 1990 | Rettore                                                                                | Raccolta di successi                                                                                |
| ORL 9163           | 1990 | AA.VV.                                                                                 | GranBallo Vol. 4 - Slow, Swing, Fox                                                                 |
| ORL 9164           | 1990 | Mina                                                                                   | Hit Parade, Vol. 1                                                                                  |
| ORL 9165           | 1990 | Mina                                                                                   | Hit Parade, Vol. 2                                                                                  |
| ORL 9169           | 1990 | AA.VV.                                                                                 | Gran ballo al Galà di Capodanno                                                                     |
| ORL 9170           | 1991 | Peppino di Capri                                                                       | Peppino di Capri                                                                                    |
| ORL 9171           | 1991 | Peppino di Capri                                                                       | Raccolta di successi, Vol. 1                                                                        |
| ORL 9172           | 1991 | Peppino di Capri                                                                       | Raccolta di successi, Vol. 1                                                                        |
| ORL 9174           | 1991 | I Corvi                                                                                | I Corvi                                                                                             |
| ORL 9175           | 1991 | Adriano Celentano                                                                      | Raccolta di successi                                                                                |
| ORL 9177           | 1991 | Ivan Graziani                                                                          | Ivangarage                                                                                          |
| ORL 9178           | 1991 | Nini Rosso                                                                             | Il silenzio                                                                                         |
| ORL 9180           | 1991 | Nini Rosso                                                                             | I grandi film western                                                                               |
| ORL 9181           | 1991 | Fausto Papetti                                                                         | Attimi d'amore                                                                                      |
| ORL 9182           | 1991 | Mia Martini                                                                            | Ritratti                                                                                            |
| ORL 9195           | 1991 | Nanni Svampa                                                                           | W l'osteria                                                                                         |
| ORL 9197           | 1991 | Nanni Svampa                                                                           | Nanni Svampa canta Brassens, Vol. 1                                                                 |
| ORL 9198           | 1991 | Nanni Svampa                                                                           | Nanni Svampa canta Brassens, Vol. 2                                                                 |
| ORL 9199           | 1991 | The Doors                                                                              | Live in Los Angeles                                                                                 |
| ORL 9200           | 1991 | The Rolling Stones                                                                     | Live in London                                                                                      |
| ORL 9203           | 1991 | Fiorella Mannoia & Ornella Vanoni                                                      | Così cantiamo l'amore                                                                               |
| ORL 9208           | 1991 | Depeche Mode                                                                           | Speak & Spell                                                                                       |
| ORL 9209           | 1991 | Depeche Mode                                                                           | A Broken Frame                                                                                      |
| ORL 9210           | 1991 | Depeche Mode                                                                           | Construction Time Again                                                                             |
| ORL 9211           | 1991 | Depeche Mode                                                                           | Some Great Reward                                                                                   |
| ORL 9212           | 1991 | Depeche Mode                                                                           | Black Celebration                                                                                   |
| CDOR 9215          | 1991 | AA.VV.                                                                                 | Concerto di chitarra spagnola                                                                       |
| CDOR 9217          | 1991 | José Carreras                                                                          | Canzoni                                                                                             |
| CDOR 9218          | 1991 | Coro della SAT                                                                         | Canti di montagna                                                                                   |
| CDOR 9225          | 1991 | Milva & Ennio Morricone                                                                | Dedicato a Milva da Ennio Morricone                                                                 |
| CDOR 9229          | 1991 | AA.VV.                                                                                 | Cantabase, Vol. 1                                                                                   |
| CDOR 9230          | 1991 | AA.VV.                                                                                 | Cantabase, Vol. 2                                                                                   |
| CDOR 9235          | 1991 | Eduardo De Crescenzo                                                                   | Nudi                                                                                                |
| CDOR 9242          | 1991 | Roberto Murolo                                                                         | Napoletana, antologia cronologica della canzone partenopea, Vol. 1                                  |
| CDOR 9243          | 1991 | Roberto Murolo                                                                         | Napoletana, antologia cronologica della canzone partenopea, Vol. 2                                  |
| CDOR 9244          | 1991 | Roberto Murolo                                                                         | Napoletana, antologia cronologica della canzone partenopea, Vol. 3                                  |
| CDOR 9245          | 1991 | Roberto Murolo                                                                         | Napoletana, antologia cronologica della canzone partenopea, Vol. 4                                  |
| CDOR 9246          | 1991 | Roberto Murolo                                                                         | Napoletana, antologia cronologica della canzone partenopea, Vol. 5                                  |
| CDOR 9247          | 1991 | Roberto Murolo                                                                         | Napoletana, antologia cronologica della canzone partenopea, Vol. 6                                  |
| CDOR 9248          | 1991 | Roberto Murolo                                                                         | Napoletana, antologia cronologica della canzone partenopea, Vol. 7                                  |
| CDOR 9249          | 1991 | Roberto Murolo                                                                         | Napoletana, antologia cronologica della canzone partenopea, Vol. 8                                  |
| CDOR 9250          | 1991 | Roberto Murolo                                                                         | Napoletana, antologia cronologica della canzone partenopea, Vol. 9                                  |
| CDOR 9251          | 1991 | Roberto Murolo                                                                         | Napoletana, antologia cronologica della canzone partenopea, Vol. 10                                 |
| CDOR 9252          | 1991 | Roberto Murolo                                                                         | Napoletana, antologia cronologica della canzone partenopea, Vol. 11                                 |
| CDOR 9253          | 1991 | Roberto Murolo                                                                         | Napoletana, antologia cronologica della canzone partenopea, Vol. 12                                 |
| CDOR 9257          | 1991 | Bob Marley                                                                             | Bob Marley Collection                                                                               |
| CDOR 9258          | 1991 | Mino Reitano                                                                           | Canne al vento                                                                                      |
| CDOR 9264          | 1992 | Nuova Compagnia di Canto Popolare                                                      | 'O meglio, Vol. 1                                                                                   |
| CDOR 9265          | 1992 | Nuova Compagnia di Canto Popolare                                                      | 'O meglio, Vol. 2                                                                                   |
| CDOR 9266          | 1992 | Renato Zero                                                                            | Cantabase - Le basi musicali di Renato Zero                                                         |
| CDOR 9267          | 1992 | Amedeo Minghi                                                                          | Cantabase - Le basi musicali di Amedeo Minghi                                                       |
| CDOR 9268          | 1992 | AA.VV.                                                                                 | Cantabase - Le basi musicali dei cantautori italiani, Vol. 1                                        |
| CDOR 9271          | 1992 | Orchestra Spettacolo Raoul Casadei                                                     | Profumo di balera                                                                                   |
| CDOR 9272          | 1992 | I Ribelli                                                                              | I Ribelli                                                                                           |
| CDOR 9273          | 1992 | Ricky Gianco                                                                           | Special                                                                                             |
| CDOR 9274          | 1992 | Patty Pravo                                                                            | Patty Pravo                                                                                         |
| CDOR 9282          | 1992 | Tazenda                                                                                | Tazenda                                                                                             |
| CDOR 9283          | 1992 | John Mayall's Bluesbreakers                                                            | Chicago Line                                                                                        |
| CDOR 9284          | 1992 | Los Morenos                                                                            | Musica delle Ande                                                                                   |
| CDOR 9288          | 1992 | Marco Masini                                                                           | Cantabase - Le basi musicali di Marco Masini                                                        |
| CDOR 9296          | 1992 | Amedeo Minghi                                                                          | Serenata                                                                                            |
| CDOR 9297          | 1992 | Two Man Sound                                                                          | Oye como va                                                                                         |
| CDOR 9301          | 1992 | Pino Calvi                                                                             | Non dimenticar...                                                                                   |
| CDOR 9312          | 1992 | Mina                                                                                   | Hit Parade, Vol. 1                                                                                  |
| CDOR 9313          | 1992 | Mina                                                                                   | Hit Parade, Vol. 2                                                                                  |
| CDOR 9315          | 1992 | Il Giardino dei Semplici                                                               | Voglia di tenerezza                                                                                 |
| CDOR 9319          | 1992 | Ivan Graziani                                                                          | Segni d'amore                                                                                       |
| CDOR 9334          | 1992 | George Benson Quartet                                                                  | Blue Bossa                                                                                          |
| CDOR 9336          | 1992 | Giorgio Gaber                                                                          | Torpedo blu                                                                                         |
| CDOR 9337          | 1992 | Pooh                                                                                   | Per quelli come noi                                                                                 |
| CDOR 9338          | 1992 | Pooh                                                                                   | Memorie                                                                                             |
| CDOR 9339          | 1992 | Pooh                                                                                   | Piccola Katy                                                                                        |
| CDOR 9340          | 1993 | Pino Daniele                                                                           | Cantabase - Le basi musicali di Pino Daniele                                                        |
| CDOR 9345          | 1993 | Achille Millo & Riccardo Cucciolla                                                     | Mittente Sconosciuta                                                                                |
| CDOR 9346          | 1993 | Squallor                                                                               | Il peggio degli Squallor                                                                            |
| CDOR 9349          | 1993 | Irene Fargo                                                                            | Irene Fargo                                                                                         |
| CDOR 9351          | 1993 | Orchestra Spettacolo Raoul Casadei                                                     | Rimini Rimini Rimini                                                                                |
| CDOR 9363          | 1993 | Gino Paoli                                                                             | L'ufficio delle cose perdute                                                                        |
| CDOR 9364          | 1993 | Cristiano De André                                                                     | Elettrica                                                                                           |

### Serie OCL
Serie dedicata ad album di musica classica editi su LP.
| Numero di catalogo | Anno | Interprete                                                                                          | Titoli |
| ------------------ | ---- | --------------------------------------------------------------------------------------------------- | --- |
| OCL 16001          |      | London Symphony Orchestra - Charles Mackerras, dir.                                                 | Igor' Fëdorovič Stravinskij: Petruska |
| OCL 16002          |      | New Philharmonia Orchestra - Charles Mackerras, dir.                                                | Modest Musorgskij: Pictures at an Exhibition; Preludio all'opera Kovalcina |
| OCL 16003/4/5      | 1960 | Coro e Orchestra del Maggio Musicale Fiorentino - Gianandrea Gavazzeni, dir.                        | Giuseppe Verdi: Rigoletto |
| OCL 16006          | 1959 | Orchestra dell'Opera di Stato di Vienna - Vladimir Golschmann, dir.                                 | Pëtr Il'ič Čajkovskij: Sinfonia n. 6 "Patetica" |
| OCL 16008          | 1969 | Friedrich Gulda, pianoforte                                                                         | Ludwig van Beethoven: Patetica; Al Chiaro di Luna; Appassionata |
| OCL 16010          | 1962 | Gianni Raimondi, tenore                                                                             | Il do di petto (brani di Bellini, Donizetti, Verdi, Ponchielli e Puccini) |
| OCL 16012          |      | Orchestra dell'Opera di Stato di Vienna - Mario Rossi, dir.                                         | Johannes Brahms: Danze ungheresi per orchestra |
| OCL 16014/15/16    | 1959 | Coro e Orchestra del Teatro alla Scala - Tullio Serafin, dir.                                       | Luigi Cherubini: Medea |
| OCL 16018          | 1976 | UTAH Symphony Orchestra - Maurice Abravanel, dir.                                                   | Edgard Varèse: Ameriques; Nocturnal; Ecuatorial |
| OCL 16019          | 1976 | Orchestra sinfonica dell'Utah - Maurice Abravanel, dir.                                             | Gustav Mahler: Sinfonia n. 5 in do diesis minore |
| OCL 16020          | 1976 | Orchestra sinfonica dell'Utah - Maurice Abravanel, dir.                                             | Gustav Mahler: Sinfonia n. 10: adagio |
| OCL 16021          |      | Orchestra del Teatro alla Scala - Nino Sanzogno, dir.                                               | Gaetano Donizetti: Lucia di Lammermoor |
| OCL 16023          | 1960 | Orchestra dell'Accademia di Santa Cecilia - Fernando Previtali, dir.                                | Gioachino Rossini: Sinfonie d'opera |
| OCL 16024          | 1960 | Orchestra dell'Accademia di Santa Cecilia - Fernando Previtali, dir.                                | Gioachino Rossini: Sinfonie d'opera 2 |
| OCL 16026          | 1961 | Orchestra di concerti di Madrid                                                                     | Manuel de Falla: L'amore stregone; Il cappello a tre punte |
| OCL 16028          | 1965 | Orchestra Filarmonica Ceca - Karel Ančerl, dir.                                                     | Bedřich Smetana: Ma Vlast, ciclo di 6 poemi sinfonici (prima parte) |
| OCL 16029          | 1965 | Orchestra Filarmonica Ceca - Karel Ančerl, dir.                                                     | Bedřich Smetana: Ma Vlast, ciclo di 6 poemi sinfonici (seconda parte) |
| OCL 16032          | 1961 | Friedrich Gulda, pianoforte; Orchestra Classica di Vienna - Paul Angerer, dir.                      | Wolfgang Amadeus Mozart: Concerto in sol maggiore per pf. e orchestra K 453 / Ludwig van Beethoven Concerto n. 2 in si bemolle maggiore per pf. e orchestra                             |
| OCL 16034          | 1962 | Orchestra Filarmonica Ceca - Jean Fournet, dir.                                                     | Claude Debussy: La mer, 3 esquisses symphoniques; Nocturnes |
| OCL 16033          | 1962 | I Virtuosi di Roma - Renato Fasano, dir.                                                            | Giovanni Battista Pergolesi: La serva padrona |
| OCL 16037          | 1974 | Autori vari                                                                                         | Celebri ouverture di operette |
| OCL 16038          | 1970 | Amor Artis Chorale; English Chamber Orchestra - Johannes Somary, dir.                               | Wolfgang Amadeus Mozart: Requiem per soli, coro e orchestra K 626 |
| OCL 16042          | 1970 | Garrick Ohlsson, pianoforte; Orchestra filarmonica nazionale di Varsavia - Witold Rowicki, dir.     | Fryderyk Chopin: Concerto n. 1 |
| OCL 16043          | 1971 | Luigi Ferdinando Tagliavini, organo della chiesa di S. Bernardino di Carpi (Modena)                 | Antichi Organi Italiani, vol. 3 |
| OCL 16048          | 1962 | Luigi Alva                                                                                          | Francesco Paolo Tosti: Romanze celebri |
| OCL 16053          | 1975 | Orchestra sinfonica dell'Utah - Maurice Abravanel, dir.                                             | Gustav Mahler: Sinfonia n. 1 in re maggiore |
| OCL 16057          | 1958 | The Halle Orchestra - John Barbirolli, dir.                                                         | Edvard Grieg: Peer Gynt, Suite n. 1 per orchestra, op. 46; Due melodie elegiache per orchestra d'archi, op. 34; Danze sinfoniche su motivi norvegesi, op. 64                            |
| OCL 16067          | 1965 | Orchestra Filarmonica Ceca - Karel Ančerl, dir.                                                     | Pëtr Il'ič Čajkovskij: Capriccio italiano, op. 45; 1812, ouverture solenne, op. 49 / Aleksandr Borodin: Nelle steppe dell'Asia centrale / Michail Glinka: Russlan e Ludmilla, ouverture |
| OCL 16068          | 1964 | Engelbert Humperdinck; Orchestra Sinfonica Filarmonica Nazionale di Varsavia - Witold Rowicki, dir. | Camille Saint-Saëns: Il carnevale degli animali; Children's corner / Claude Debussy: Haensel e Gretel, sinfonia                                                                         |
| OCL 16089          | 1958 | Orchestra dell'Accademia di S. Cecilia - Francesco Previtali, dir.                                  | Ottorino Respighi: Fontane di Roma; Feste romane |
| OCL 16090          | 1958 | Halle Orchestra - John Barbirolli, dir.                                                             | Richard Wagner: Celebri pagine sinfoniche |
| OCL 16096          | 1967 | Andre Boutard, clarinetto; Orchestra Filarmonica Cecoslovacca - Serge Baubo, dir.                   | Claude Debussy: Prelude a l'apres midi d'un faune; Rapsodia per clarinetto e orchestra; Jeux, poema danzato                                                                             |
| OCL 16102          | 1971 | Orchestra Filarmonica Ceca - dir. Oskar Danon                                                       | Nikolaj Rimskij-Korsakov: "Sheherezade", suite sinfonica, op. 35 |
| OCL 16105          | 1975 | Orchestra sinfonica dell'Utah - Maurice Abravanel, dir.                                             | Gustav Mahler: Sinfonia n. 6 in la minore (parte prima) |
| OCL 16106          | 1975 | Orchestra sinfonica dell'Utah - Maurice Abravanel, dir.                                             | Gustav Mahler: Sinfonia n. 6 in la minore (parte seconda) |
| OCL 16107          | 1964 | Orchestra sinfonica dell'Utah - Maurice Abravanel, dir.                                             | Gustav Mahler: Sinfonia n. 8 in mi bem. maggiore "Dei Mille" per soli, coro di ragazzi, doppio coro e orchestra (parte prima)                                                           |
| OCL 16108          | 1964 | Orchestra sinfonica dell'Utah - Maurice Abravanel, dir.                                             | Gustav Mahler: Sinfonia n. 8 in mi bem. maggiore "Dei Mille" per soli, coro di ragazzi, doppio coro e orchestra (parte seconda)                                                         |
| OCL 16109          | 1970 | Orchestra sinfonica dell'Utah - Maurice Abravanel, dir.                                             | Gustav Mahler: Sinfonia n. 4 in sol maggiore "Humoreske" |
| OCL 16110          | 1972 | Orchestra sinfonica dell'Utah - Maurice Abravanel, dir.                                             | Gustav Mahler: Sinfonia n. 7 in mi minore "Il canto della notte" (parte prima) |
| OCL 16111          | 1972 | Orchestra sinfonica dell'Utah - Maurice Abravanel, dir.                                             | Gustav Mahler: Sinfonia n. 7 in mi minore "Il canto della notte" (parte seconda) |
| OCL 16112          | 1972 | Orchestra sinfonica dell'Utah - Maurice Abravanel, dir.                                             | Gustav Mahler: Sinfonia n. 9 in re maggiore (parte prima) |
| OCL 16113          | 1972 | Orchestra sinfonica dell'Utah - Maurice Abravanel, dir.                                             | Gustav Mahler: Sinfonia n. 9 in re maggiore (parte seconda) |
| OCL 16114          | 1970 | Orchestra sinfonica dell'Utah - Maurice Abravanel, dir.                                             | Gustav Mahler: Sinfonia n. 3 in re minore "Della Natura" (parte prima) |
| OCL 16115          | 1970 | Orchestra sinfonica dell'Utah - Maurice Abravanel, dir.                                             | Gustav Mahler: Sinfonia n. 3 in re minore "Della Natura" (parte seconda) |
| OCL 16116          | 1967 | Orchestra sinfonica dell'Utah - Maurice Abravanel, dir.                                             | Gustav Mahler: Sinfonia n. 2 in do minore "La resurrezione" (parte prima) |
| OCL 16117          | 1967 | Orchestra sinfonica dell'Utah - Maurice Abravanel, dir.                                             | Gustav Mahler: Sinfonia n. 2 in do minore "La resurrezione" (parte seconda) |
| OCL 16118          | 1978 | London Philharmonic Orchestra - Hubert Soudant, dir.                                                | Pëtr Il'ič Čajkovskij: Concerto n. 1 per pf e orchestra, op. 23; Capriccio Italiano, op. 45                                                                                             |
| OCL 16122          | 1977 | Josf Chuchro, violoncello; Orchestra Filarmonica Cecoslovacca - Václav Neumann, dir                 | Antonín Dvořák: Concerto in si minore per violoncello e orchestra, op. 104 |
| OCL 16124          | 1977 | Orchestra Filarmonica Ceca - Gaetano Delogu, dir.                                                   | Paul Hindemith: Nobilissima visione, suite per orchestra; Metamorfosi sinfoniche da temi di C. M. von Weber, per orchestra                                                              |
| OCL 16125          | 1976 | Mirka Pokorna, pianoforte; Orchestra filarmonica di Stato di Brno - Jiri Pinkas, dir.               | Sergej Rachmaninov: Concerto n. 3 in re minore per pianoforte e orchestra, op. 30 |
| OCL 16126          | 1978 | Sequeira Costa, pianoforte                                                                          | Fryderyk Chopin: 12 studi per pianoforte op. 10 e op. 25 |
| OCL 16129          | 1977 | Orchestra da camera di Praga                                                                        | Antonín Dvořák: Serenata in mi maggiore per archi, op. 22 / Suite ceca in re maggiore per orchestra, op. 39                                                                             |
| OCL 16131          | 1960 | Coro e orchestra dell'Opera di Stato di Vienna - Mario Rossi, dir.                                  | Sergej Prokof'ev: "Aleksandr Nievski", cantata per mezzosoprano, coro e orchestra, op. 78                                                                                               |
| OCL 16133          | 1979 | The Fires of London - Peter Maxwell Davies, dir.                                                    | Arnold Schönberg: Pierrot Lunaire / Kammersymphonie |
| OCL 16169          | 1969 | Ruggiero Ricci, violinista; The City of London Ensemble                                             | Johann Sebastian Bach: 3 concerti per violino BWV 1041, BWV 1042 e BWV 1043 |
| OCL 16139          | 1980 | English Chamber Orchestra - Enrique Garcia Asensio, dir.                                            | Musiche per archi del XX secolo |
| OCL 16145          | 1963 | Boskovsky ensemble - Willi Boskovsky, dir.                                                          | Claude Debussy: Danze viennesi |
| OCL 16146          | 1978 | Karel Patras, arpa; Orchestra Filarmonica Cecoslovacca - Serge Baudo, dir.                          | Claude Debussy: "Images" per orchestra; "Danse sacree et danse profane" per arpa e orchestra d'archi                                                                                    |
| OCL 16154          |      | Orchestra sinfonica di stato dell'URSS - Evgenij Svetlanov, dir.                                    | Pëtr Il'ič Čajkovskij: Sinfonia n. 6 "Patetica" |
| OCL 16157          | 1978 | Alfred Brendel, pianoforte                                                                          | Fryderyk Chopin: Polacche, Andante Spianato e Grande Polacca Brillante |
| OCL 16172          | 1959 | Orchestra Filarmonica Cecoslovacca - Carlo Zecchi, dir.                                             | Hector Berlioz: Sinfonia fantastica, episodio della vita di un artista, op. 14 |
| OCL 16181          |      | Stefano Innocenti, organo Antegnati-Serassi del Duomo Vecchio di Brescia                            | Antichi Organi Italiani, vol. 4 |
| OCL 16182          |      | Elsa Bolzobekki Zoja, organo di Gaetano Callido di Borca di Cadore                                  | Antichi Organi Italiani, vol. 5 |
| OCL 16183          |      | Luigi Ferdinando Tagliavini, organo di Carlo Serassi di Serravalle Scrivia                          | Antichi Organi Italiani, vol. 6 |
| OCL 16186          | 1970 | London Philharmonic Orchestra - Adrian Boult, dir.                                                  | Robert Schumann: Sinfonia n. 1 in si bemolle maggiore "La primavera", op. 38 / Sinfonia n. 2 in do maggiore, op. 61                                                                     |
| OCL 16187          | 1970 | London Philharmonic Orchestra - Adrian Boult, dir.                                                  | Robert Schumann: Sinfonia n. 3 in mi bemolle maggiore "Renana", op. 97 / Sinfonia n. 4 in re minore, op. 120                                                                            |
| OCL 16189          | 1959 | Complesso di fiati; Pro Arte Orchestra - Charles Mackerras, dir.                                    | Georg Friedrich Händel: Musica per i reali fuochi d'artificio; Concerto a due cori |
| OCL 16190          | 1956 | London Philharmonic Orchestra - Adrian Boult, dir.                                                  | Georg Friedrich Händel: Musica sull'acqua |
| OCL 16191          | 1960 | London Philharmonic Orchestra - Adrian Boult, dir.                                                  | Hector Berlioz: Celebri ouvertures |
| OCL 16192          | 1960 | Orchestra Filarmonica Cecoslovacca - Karel Ančerl, dir.                                             | Sergej Prokof'ev: Romeo e Giulietta, scene dal balletto, op. 64 |
| OCL 16193          | 1961 | Orchestra Sinfonica di Praga; Václav Neumann, dir.                                                  | Edvard Grieg: Peer Gynt, Suite n. 1, op. 46; Suite n. 2, op. 55; Suite lirica |
| OCL 16206          | 1981 | Ján Stanovsky, violino                                                                              | Magia del violino |
| OCL 16220          | 1981 | Giorgio Favaretto, pianoforte                                                                       | Anna Moffo canta canzoni e melodie di Bellini, Verdi, Rossini, Donizetti |
| OCL 16234          | 1971 | Autori Vari                                                                                         | Per Elisa |
| OCL 16236          |      | Scott Joplin e altri classici del rag                                                               | Ragtime |
| OCL 16238          |      | Orchestra sinfonica di Stato dell'URSS - Evgenij Svetlanov, dir.                                    | Richard Wagner: Pagine sinfoniche |
| OCL 16240          | 1960 | Orchestra sinfonica dell'URSS - Evgenij Svetlanov, dir.                                             | Rimskij-Korsakov: Sheherazade, suite sinfonica, op. 35 |
| OCL 16241          | 1960 | Orchestra e coro del Teatro Bolshoi - Gennadij Roždestvenskij, dir.                                 | Pëtr Il'ič Čajkovskij: Lo Schiaccianoci, scene dal balletto |
| OCL 16244          | 1983 | Antonio Ballista, pianoforte e Alide Salvetta, soprano                                              | Il pianoforte e il canto nel regtime di Scott Joplin |
| OCL 16252          | 1973 | Narciso Yepes                                                                                       | L'arte di Narciso Yepes, vol. 2 |
| OCL 16260          | 1959 | Igor Ojstrach; Orchestra da camera di Mosca                                                         | Johann Sebastian Bach: Concerti per violino ed archi BWV 1042 e BWV 1052 |
| OCL 16261/2        | 1962 | David Oistrakh, violino; Orchestra sinfonica di stato dell'Urss - Gennadij Roždestvenskij, dir.     | Béla Bartók: Concerto n. 1 per violino e orchestra / Paul Hindemith: Concerto per violino e orchestra                                                                                   |
| OCL 16266          | 1968 | David Ojstrach e Svjatoslav Richter                                                                 | Johannes Brahms e César Franck: Sonate per violino |
| OCL 16267          |      | Sviatoslav Richter e Anatoly Vedernikov                                                             | Johann Sebastian Bach: Concerti per pianoforte e archi BWV 1052 e BWV 1061 |
| OCL 16337          | 1975 | Scott Joplin e altri classici del rag                                                               | Ragtime vol. 2 |

### Serie AOCL
Pubblicazioni di musica classica su più dischi. La prima cifra del numero di catalogo indica quanti LP sono contenuti nel cofanetto.
| Numero di catalogo | Anno      | Interprete                                                                                                  | Titoli                                                                                    |
| ------------------ | --------- | --- | ----------------------------------------------------------------------------------------- |
| AOCL 216001        | 1962      | I Virtuosi di Roma; Renato Fasano, dir.                                                                     | Giovanni Paisiello: Il barbiere di Siviglia ovvero la precauzione inutile                 |
| AOCL 216002        |           | London Philharmonic Orchestra - Sir Adrian Boult, dir.                                                      | Jean Sibelius: Poemi sinfonici                                                            |
| AOCL 216003        | 1979      | Coro dell'Accademia di Vienna; Orchestra dell'Opera di Stato di Vienna - Charles Mackerras, dir.            | Christoph Willibald Gluck: Orfeo ed Euridice                                              |
| AOCL 216004        | 1960      | Orchestra e Coro del Teatro alla Scala - Nino Sanzogno, dir.                                                | Gaetano Donizetti: Lucia di Lammermoor                                                    |
| AOCL 216005        | 1967      | Orchestra del Teatro Bolshoi - Algis Žiūraitis, dir.                                                        | Adolphe Charles Adam: Giselle, balletto in due atti                                       |
| AOCL 216006        | 1971      | Paul Zukofski, violino                                                                                      | Niccolò Paganini: I capricci per violino solo, op.1                                       |
| AOCL 216007        | 1967      | I solisti di Zagabria - Antonio Janigro, dir.                                                               | Gioachino Rossini: Le sei sonate per archi                                                |
| AOCL 216008        | 1978      | Montserrat Caballé, soprano - Miguel Zanetti, pianoforte                                                    | Una serata spagnola con Montserrat Caballé                                                |
| AOCL 216009        | 1978      | Virtuosi di Roma - Piccolo teatro musicale di Roma                                                          | Gioachino Rossini: La cambiale di matrimonio                                              |
| AOCL 216010        | 1960      | Coro Polifonico di Milano - Giulio Bertola, dir.                                                            | Gioachino Rossini: Petite Messe Solennelle                                                |
| AOCL 216012        | 1967      | The Ambrosian Singers; Orchestra dell'Accademia Monteverdiana - Denis Stevens, dir.                         | Claudio Monteverdi: Vespro della Beata Vergine                                            |
| AOCL 216013        |           | Lazar Berman, pianoforte                                                                                    | Franz Liszt: Etudes d'exécution transcendante; Rapsodia ungherese n. 3; Rapsodia spagnola |
| AOCL 216015        |           | Vladimir Sofronickij, pianoforte                                                                            | La leggenda di Sofronickij (musiche di Skrjabin e Chopin)                                 |
| AOCL 216023        | 1981      | Bolschoi Theatre Moscow - Algis Žiūraitis, dir.                                                             | Pietro Mascagni: Cavalleria Rusticana                                                     |
| AOCL 316001        | 1967      | Orchestra e coro del Teatro alla Scala - Tullio Serafin, dir.                                               | Luigi Cherubini: Medea                                                                    |
| AOCL 316002        | 1973      | The Clarion Concerts Orchestra and chorus - Newell Jenkins, dir.                                            | Gioachino Rossini: La pietra di paragone                                                  |
| AOCL 316003        | 1960      | Chorus and Orchestra of the Maggio Musicale Fiorentino - Gianandrea Gavazzeni, dir.                         | Giuseppe Verdi: Rigoletto                                                                 |
| AOCL 316005        | 1970      | English Chamber Orchestra - Johannes Somary, dir.                                                           | Georg Friedrich Händel: Il Messia                                                         |
| AOCL 316006        |           | Orchestra Sinfonica Accademica dell'URSS - Evgenij Svetlanov, dir.                                          | Pëtr Il'ič Čajkovskij: La bella addormentata                                              |
| AOCL 316007        | 1976      | Orchestra Sinfonica di Barcellona - Armando Gatto, dir.                                                     | Giacomo Puccini: Madama Butterfly                                                         |
| AOCL 316008        | 1974      | David Ojstrach e Igor Ojstrach - Solisti dell'Orchestra Filarmonica di Mosca                                | Arcangelo Corelli: 12 concerti grossi, op. 6                                              |
| AOCL 316011        |           | Mario Del Monaco, Victoria de los Ángeles, Leonard Warren Metropolitan Opera Orchestra - Fausto Cleva, dir. | Giuseppe Verdi: Otello                                                                    |
| AOCL 416336        | 1974      | Claudio Arrau, pianoforte; Joseph Szigeti, violino                                                          | Ludwig van Beethoven: 10 sonate per piano e violino                                       |
| AOCL 516001        | 1973      | Sviatoslav Richter, pianoforte                                                                              | Johann Sebastian Bach: Il clavicembalo ben temperato                                      |
| AOCL 816000        | 1965-1968 | Orchestra Filarmonica Cecoslovacca - Paul Klecki, dir.                                                      | Ludwig van Beethoven: 9 sinfonie                                                          |
| AOCL 116000        | 1968      | Friedrich Gulda, pianoforte                                                                                 | Ludwig van Beethoven: Le 32 sonate per pianoforte                                         |